# Histoire de la social-démocratie allemande

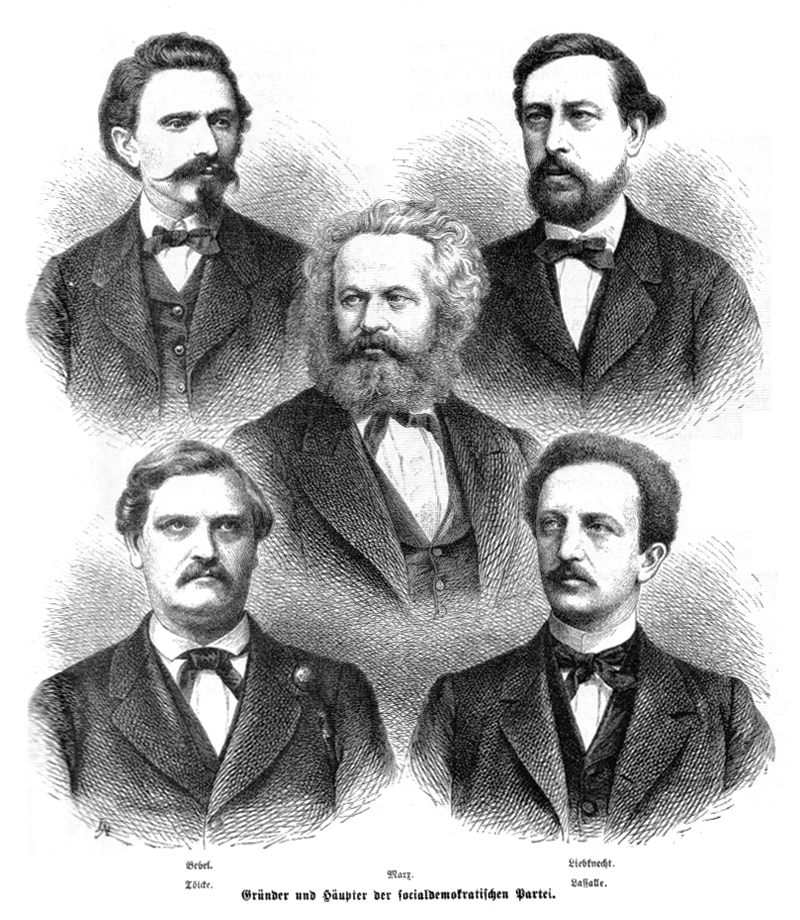
Les dirigeants du mouvement social-démocrate à ses débuts : (en haut) August Bebel, Wilhelm Liebknecht du SDAP ; (au milieu) Karl Marx le théoricien ;
(en bas) Carl Wilhelm Tölcke et Ferdinand Lassalle de l'ADAV)

L'histoire de la social-démocratie allemande débute peu avant 1850 avec la fondation d'organisations socialistes utopiques à l'étranger. La révolution de mars 1848 marque un point de départ, avec la création d'une première organisation nationale : la Fraternité générale des travailleurs allemands. Elle aide au développement des syndicats et des partis socialistes au sein de l'ensemble de la confédération germanique. Par la suite, le 23 mai 1863, est fondée l'Association générale des travailleurs allemands (ADAV) de Ferdinand Lassalle. En parallèle, apparaît un mouvement concurrent mené par August Bebel et Wilhelm Liebknecht. Ensemble ils fondent successivement le Parti populaire saxon en 1866, puis le Parti ouvrier social-démocrate (SDAP) en 1869. Les deux tendances s'opposent entre autres sur les questions des syndicats et de la forme que doit prendre l'unité allemande. Elles fusionnent finalement en 1875, quatre ans après la formation de l'Empire allemand, et forment le Parti socialiste ouvrier d'Allemagne (Sozialistische Arbeiterpartei Deutschlands, SAP).
Les lois antisocialistes de 1878, souhaitées par le chancelier impérial Otto von Bismarck, interdisent les partis politiques et les organisations socialistes jusqu'à la fin des années 1880. Après leur abrogation, le SAP est renommé pour devenir le Parti social-démocrate d'Allemagne (SPD) qui s'impose rapidement comme un des principaux partis politiques allemands. Lors des élections de 1912, il devient pour la première fois le premier parti politique en termes de mandats au Reichstag. Toutefois, il reste dans l'opposition jusqu'à la réforme d'octobre de 1918, en l'absence de vote de confiance.
Au cours des années, différents courants politiques se développent au sein de la social-démocratie. Certains se scindent du SPD, mais à l'exception du Parti communiste d'Allemagne (KPD), ils finissent généralement par y être réintégrés. À ses débuts la tendance démocrate, dite « radicale », fortement influencée par Lassalle domine le mouvement. Elle est favorable au corporatisme, ce qui limite l'influence du syndicalisme. Ce n'est que par la suite que le marxisme s'impose. Le véritable tournant a lieu dans les années 1890 avec le débat interne au parti sur la manière de mettre en place ses idées. L'aile réformatrice y gagne en influence face à celle révolutionnaire qui, à la mort de Bebel en 1913, se retrouve en minorité. Les théories sociales et économiques développées par Karl Marx, leur développement historique, ainsi que les concepts révolutionnaires en découlant marquent profondément la social-démocratie jusqu'à la seconde moitié du XXe siècle.
Pendant la Première Guerre mondiale, l'USPD fait scission en 1917 pour protester contre la politique de Burgfrieden (union sacrée) menée par le reste du SPD. L'aile gauche de l'USPD, la Ligue spartakiste, donne naissance en janvier 1919, après la révolution de 1918, au Parti communiste d'Allemagne (KPD). Il absorbe finalement la majorité de gauche de l'USPD en 1920. La grande majorité des restes de ce dernier parti rejoint finalement le SPD en 1922. Il disparaît définitivement en 1931 en intégrant le Parti socialiste ouvrier d'Allemagne.

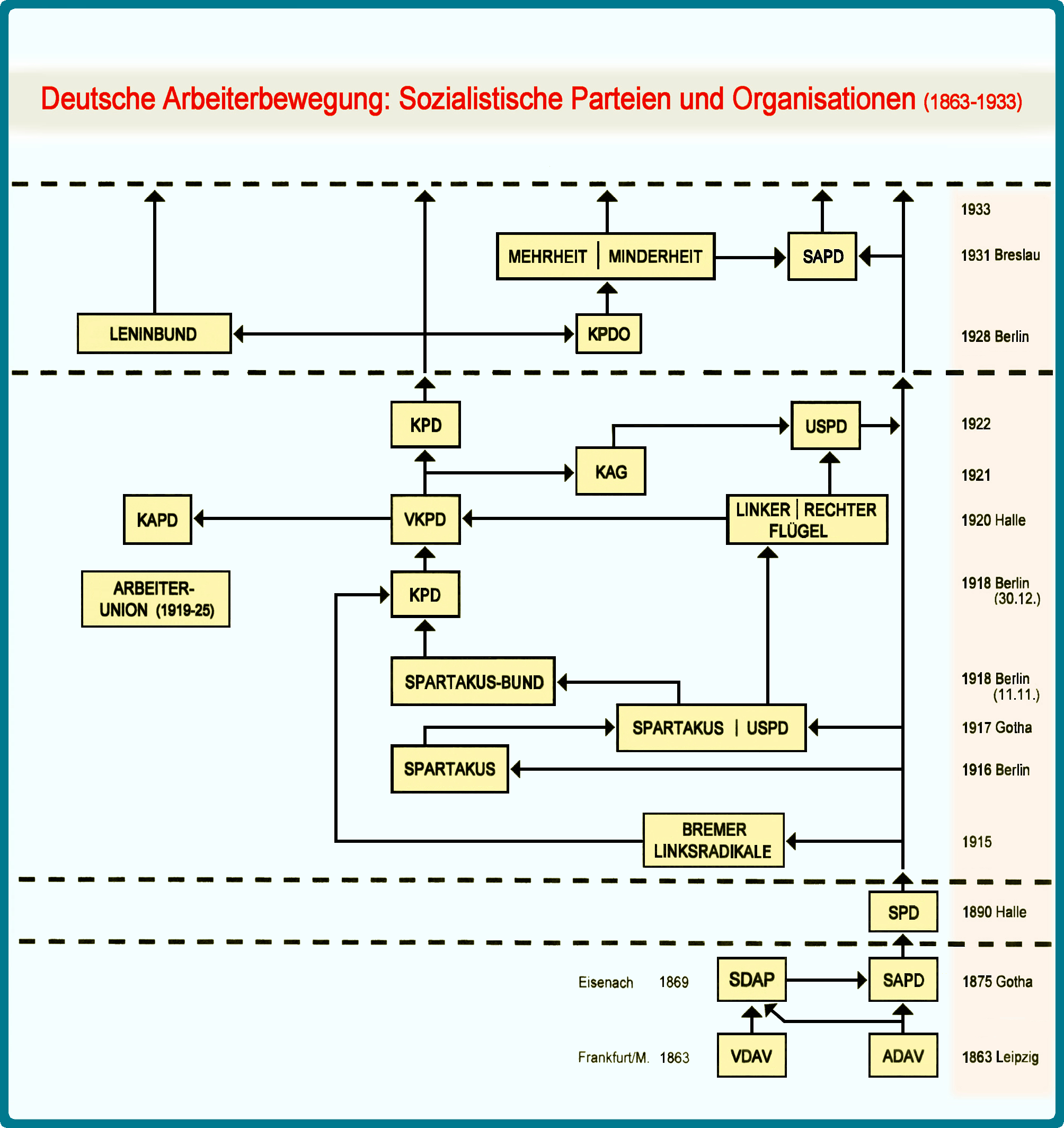
Les différents partis politiques ouvriers entre 1863 et 1933

Le SPD devient le parti central lors de la république de Weimar, participant régulièrement au gouvernement et Friedrich Ebert, membre du parti, devient le premier président du Reich de 1919 à 1925. À la fin de la république, le SPD est dans une position défensive : face à la crise mondiale, les modérés du SPD n'ont plus de réponse face aux solutions populistes des partis des extrêmes. Après l'arrivée au pouvoir des nazis, le SPD est le seul parti à ne pas voter la loi des pleins pouvoirs au Reichstag. Le KPD était déjà interdit. Ce vote entraîne l'interdiction du SPD et l'anéantissement des syndicats. De nombreux membres du parti participent à la résistance allemande au nazisme. Certains partent en exil ; les autres sont poursuivis, emprisonnés de manière provisoire ou envoyés dans les camps de concentration où certains perdent la vie.
Dès la fin de la Seconde Guerre mondiale, le SPD renaît de ses cendres dans toutes les zones d'occupation et reprend l'organisation et l'idéologie qui était la sienne avant le conflit. Dans la zone soviétique toutefois, la répression menée par la direction du Parti communiste de l'Union soviétique et les fonctionnaires du KPD oblige le SPD à fusionner avec le KPD pour devenir le SED. La mise en place du stalinisme, qui suit, pousse les sociaux-démocrates au rang de minorité sans influence réelle en RDA. En RFA, le chef du SPD Kurt Schumacher refuse fermement la proposition de fusion que lui fait le KPD en 1949.
Entre 1949 et 1966, le SPD est le principal parti d'opposition en RFA, la CDU/CSU ayant toujours la majorité au Bundestag. En 1959, le programme de Bad Godesberg marque un tournant, le SPD abandonnant toutes idées marxistes. Il ne se considère donc plus comme un parti de classe, mais comme un parti populaire. Ce changement permet l'entrée du parti dans une grande coalition avec la CDU/CSU dirigée par le chancelier fédéral Kurt Georg Kiesinger, puis en 1969 de former une coalition avec les libéraux du FDP menée par le SPD cette fois et dirigée par Willy Brandt. Son mandat est marqué par l'Ostpolitik sur le plan étranger et par l'interdiction pour les extrémistes d'entrer dans la fonction publique. Helmut Schmidt, qui succède à Brandt au poste de chancelier, dispose de moins de liberté politique. Le parti est sous pression. Les actes terroristes d'extrême gauche de la RAF font que les conservateurs exigent un fort renforcement sécuritaire. De l'autre côté, l'aile gauche durablement renforcée par les mouvements de 1968, critique vivement la politique énergétique et la politique ferme adoptée dans la crise des euromissiles. La fin de la coalition sociale-libérale en 1982 plonge le parti dans la crise durant 20 ans.
En 1998, l'arrivée au pouvoir de Gerhard Schröder soutenu par une coalition rouge-verte met fin à 16 ans d'opposition pour le SPD. La politique économique libérale de Schröder, symbolisée par l'Agenda 2010, lui fait perdre de nombreux électeurs. En 2005, l'aile gauche se scinde pour former le WASG. Après la dissolution de l'assemblée les élections d'automne 2005 sont remportées par une grande coalition menée par la CDU/CSU. Les élections de 2009 confirment cette perte d'électeurs avec seulement 23 % ce qui est le pire résultat du parti depuis la guerre. Le parti retrouve donc les bancs de l'opposition jusqu'en 2013, où le parti participe à la troisième grande coalition de l'histoire du pays.

## Débuts

### Vormärz et Révolution de mars

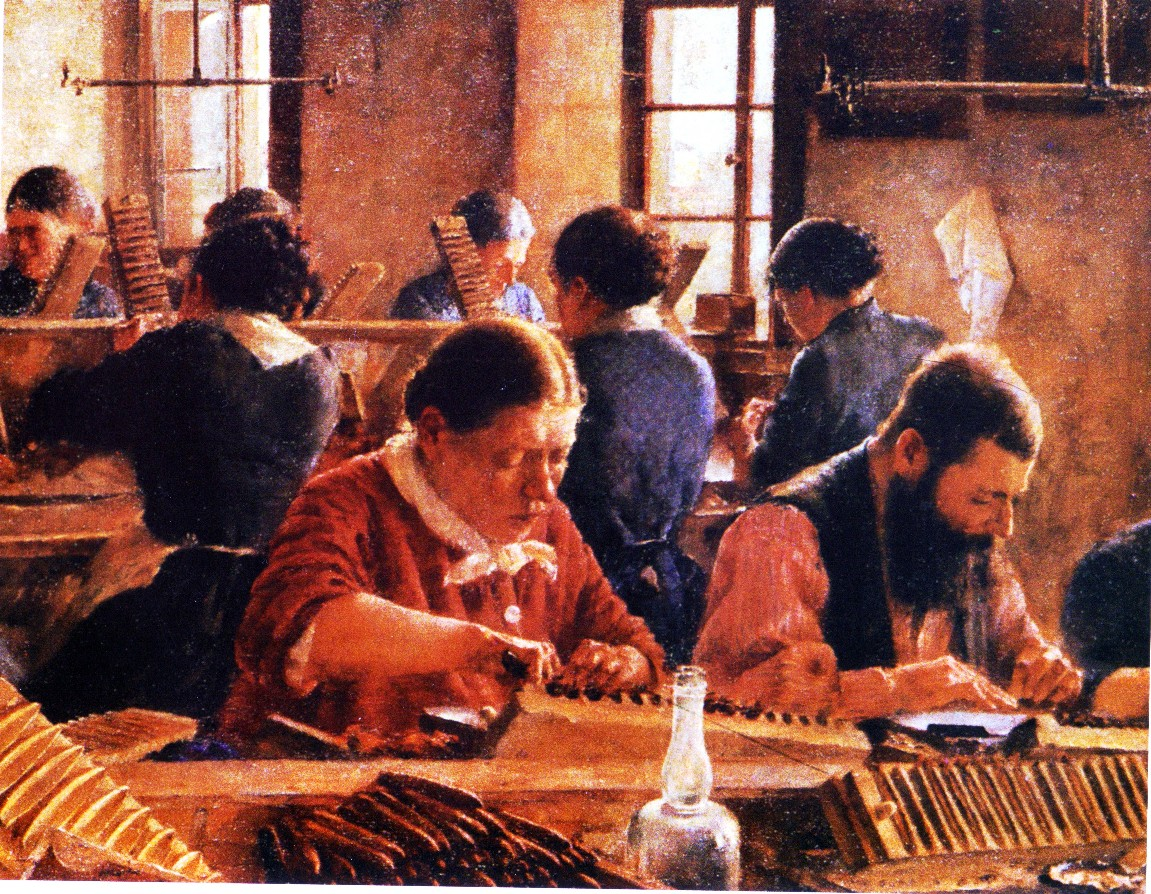
Les artisans, comme les fabricants de cigare, constituent la première base électorale pour les sociaux-démocrates. Peinture de J. Marx de 1889

Le mouvement social-démocrate trouve ses racines dans la période du Vormärz et de la révolution de mars. Les socialistes utopiques français comme Charles Fourier, Auguste Blanqui ou Henri de Saint-Simon font partie des pères idéologiques du parti. Les idées des hommes politiques démocrates radicaux durant le Vormärz influencent également leur pensée.
Les premières organisations qu'on peut lier à la social-démocratie sont les associations d'artisans ou d'émigrants politiques allemands fondées à l'étranger. Ainsi en 1832, l'association populaire allemande, qui est renommée ligue des bannis en 1834. La même année, la fraternité secrète jeune Allemagne est fondée à Berne. En 1836, la Ligue des justes fait scission de la ligue des bannis. Elle est menée par Wilhelm Weitling et déménage progressivement dans les années 1840 vers Londres. En 1847 elle est renommée Ligue des communistes sous l'influence de ses deux membres emblématiques Karl Marx et Friedrich Engels. C'est pour cette organisation que Marx écrit le Manifeste du parti communiste. Lors de la révolution, la ligue est dissoute avant d'être refondée, les dissensions et les conflits idéologiques y sont nombreux. Elle cesse d'exister après le procès de Cologne. En Allemagne, elle participe toutefois à la Fraternité générale des travailleurs allemands menée par Stephan Born qui est la première organisation nationale ouvrière. De par sa structure, elle se rapproche fortement d'un parti politique, tout en étant active sur le plan syndical. Après la révolution, la politique réactionnaire conduite dans la Confédération germanique interdit la fraternité.

### Base sociale
Le mouvement ouvrier est composé de membres d'origines diverses. Il est surtout implanté dans les villes. Sa base électorale n'est pas composée des ouvriers peu formés, mais des artisans et des ouvriers éduqués. Les branches les plus actives sont celles où les ouvriers prennent une part importante dans le processus de fabrication, par exemple l'industrie tabatière. Les ouvriers peu qualifiés travaillant dans la sidérurgie ou les mineurs restent au départ peu nombreux. Les liens qu'entretiennent certains ouvriers avec les intellectuels démocrates et contre le féodalisme dans les villes joue aussi un rôle important. Dès ses débuts, le mouvement est surtout présent dans les régions majoritairement protestantes. Dans les régions catholiques, le Kulturkampf a eu pour effet de souder les catholiques, y compris les ouvriers, et les a unis politiquement sous la bannière du Zentrum.

### Association générale des travailleurs allemands

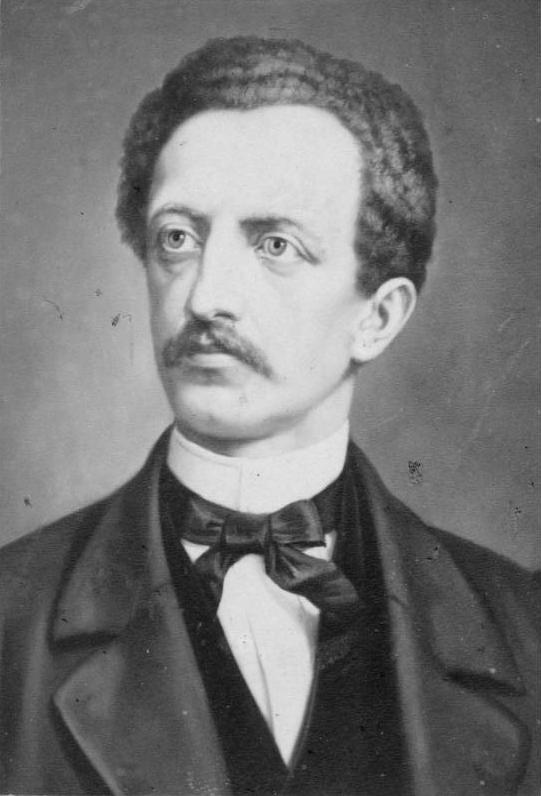
Ferdinand Lassalle

À partir de 1858, la politique devient moins répressive en Allemagne, permettant un certain renouveau sur le plan politique. Des associations pour l'éducation et la formation des artisans sont fondées par des bourgeois libéraux ou démocrates. Il apparaît rapidement qu'une partie de leurs membres veulent également défendre leurs intérêts politiques et sociaux. Ceci semblant impossible dans le cadre de l'association nationale allemande, Ferdinand Lassalle organise un grand rassemblement dans la salle du Panthéon à Leipzig en 1863 afin de fonder l'Association générale des travailleurs allemands, abrégée en ADAV en allemand. Il s'agit du premier parti travailleur allemand. Il parvient certes à réunir un grand nombre de partisans, toutefois à la déception de Lassalle, il ne devient pas un parti de masse. La mort précoce de son fondateur provoque la division du parti. Ce n'est qu'avec l'arrivée à la présidence de Johann Baptist von Schweitzer en 1867, que le parti se consolide.

### Die Eisenacher Richtung
Après la fondation de l'ADAV, l'association nationale allemande tente de lier les associations ouvrières au camp des bourgeois en fondant la Vereinstag Deutscher Arbeitervereine (VDAV). Cela ne suffit cependant pas à empêcher une politisation d'une partie des membres. La fondation d'organisations syndicales permet également aux ouvriers de mieux défendre leurs intérêts. Au sein de la VDAV, Wilhelm Liebknecht et August Bebel prennent de l'importance. Sous la présidence du second, l'assemblée générale de l'association de 1868 décide de se rallier à l'Association internationale des travailleurs. Les autres associations libérales composant la VDAV se séparent alors de cette dernière. En 1866, les mêmes Liebknecht et Bebel fondent le parti populaire saxon. Son objectif initial est de rassembler à la fois les ouvriers et les démocrates. Toutefois, ces derniers ne répondent pas à l'appel. Finalement, le 8 août 1869, la VDAV, le parti populaire saxon rejoint par un groupe de membres de l'ADAV fusionnent à Eisenach pour former le Parti ouvrier social-démocrate (SDAP).

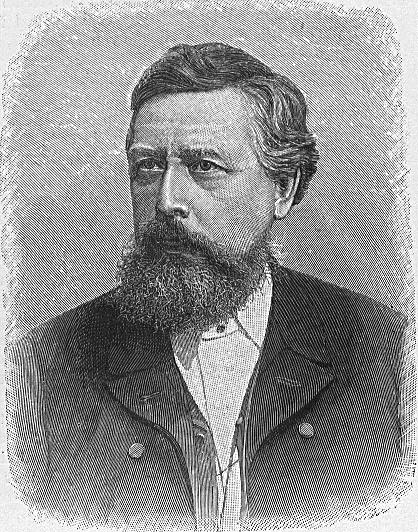
Wilhelm Liebknecht

Le programme d'Eisenach détermine la ligne politique du parti. Il reprend à quelques détails près, la ligne politique de l'internationale. Certains points sont toutefois inspirés par les partisans de Lassalle, ainsi la question du droit de vote est mise au centre des préoccupations, la revendication pour la création d'associations ouvrières est également reprise. L'objectif principal du parti est la création d'un État-nation libre. Afin de mettre fin à la domination de classe, il propose de remplacer le système de production salariale par des coopératives. Le parti met également l'accent sur l'internationalisme,.

### Concurrence des deux partis puis fusion
Les années qui suivent, l'ADAV et le SDAP ont des vues divergentes sur la question de l'unité allemande. Alors que l'ADAV soutient la solution petite-allemande, le SDAP est favorable à la solution grande-allemande. Par ailleurs, il existe également des différences idéologiques entre les deux partis. Lassalle soutient la théorie de la loi d'airain des salaires, l'ADAV est très étatiste et voit d'un œil critique les syndicats. Au contraire, le SDAP est favorable au syndicalisme mais refuse une coopération avec l'État tel qu'il existe.
Après la fondation de l'Empire allemand en 1871, ces différences perdent de leur importance. De plus, l'intensification des mesures antisocialistes mises en place entre autres par Hermann Tessendorf rapproche les deux partis. Ils finissent par fusionner lors d'une assemblée générale exceptionnelle à Gotha entre le 22 et le 27 mai 1875 et forment le Sozialistischen Arbeiterpartei Deutschlands (SAP).

## Le SAP à partir de 1875

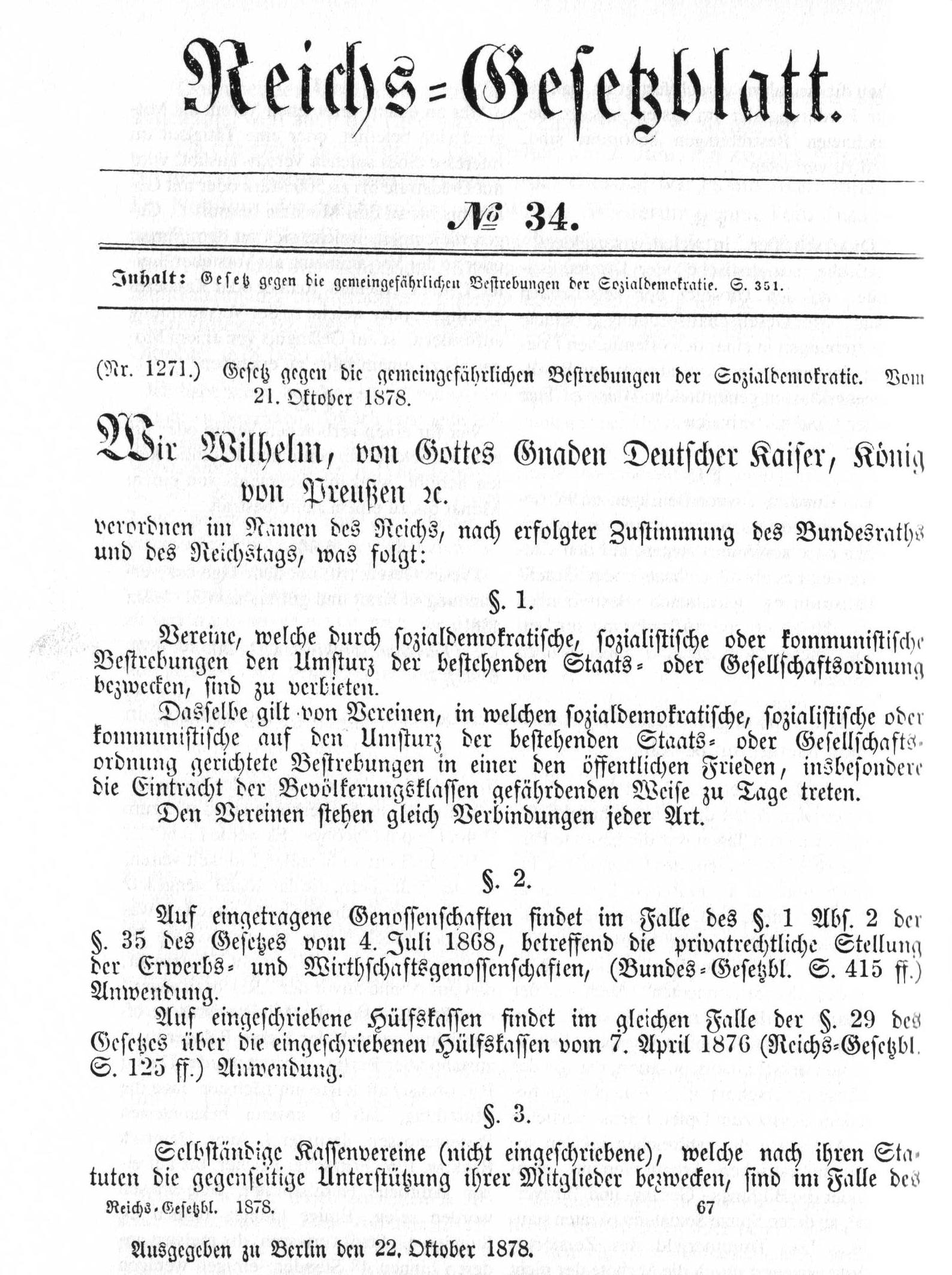
Journal officiel de 1878 avec la parution des lois antisocialistes

### Programme
Le programme de Gotha, qui a été négocié avant l'assemblée, rassemble les programmes des deux anciens partis. Ainsi la formule « usage des moyens de travail dans et avec pour objectif le bien collectif de la société » provient du SDAP, tandis que la volonté de « mettre en place des coopératives de productions socialistes » renvoie à la pensée de Lassalle. Les objectifs à court terme sont pour la plupart issus du programme d'Eisenach. Par contre, le fait de qualifier les opposants de « masse réactionnaire » et la volonté de « briser la loi d'airain des salaires » sont issues du programme de l'ADAV. La citation « employer tous les moyens législatifs pour parvenir à l'État libre et à une société socialiste » est déjà une allusion aux mesures répressives qui commencent à être mises en place.

### Les lois antisocialistes: 1878–1890
Les sociaux-démocrates sont considérés en Prusse comme des ennemis d'État. La prise de position de Bebel et Liebknecht contre la guerre franco-allemande de 1870, puis pour la Commune de Paris en 1871, en est l'illustration la plus claire. Les dirigeants, mais aussi les membres du parti sont alors poursuivis judiciairement. Bebel et Liebknecht sont ainsi condamnés à 2 ans de prison lors de leur procès pour haute trahison qui a lieu à Leipzig.
Ces mesures répressives n'affaiblissent cependant pas le mouvement, le parti obtenant 9 % des suffrages lors des élections législatives de 1877. Les attentats commis en mai et juin 1878 par des anarchistes contre l'Empereur donnent l'opportunité à Bismarck de prendre des mesures beaucoup plus agressives contre la social-démocratie. La presse proche du gouvernement fait alors tout son possible pour associer les terroristes au mouvement. La première proposition de loi antisocialiste est cependant rejetée par le Reichstag entre les deux attentats. Le second blesse plus gravement le monarque ce qui convainc définitivement le parti national-libéral de voter pour la loi et conduit à la dissolution du parlement.
La loi interdit les associations, rassemblements, publications socialistes et les collectes de fonds de ces derniers. Des amendes, des peines de prison et des exils forcés peuvent être prononcés contre les récalcitrants. Des zones limitées d'état d'urgence peuvent être également mises en place. La loi est temporaire et doit donc être prolongée régulièrement par le parlement, la première prolongation étant votée en 1881. Elle est prolongée plusieurs fois jusqu'en 1890.

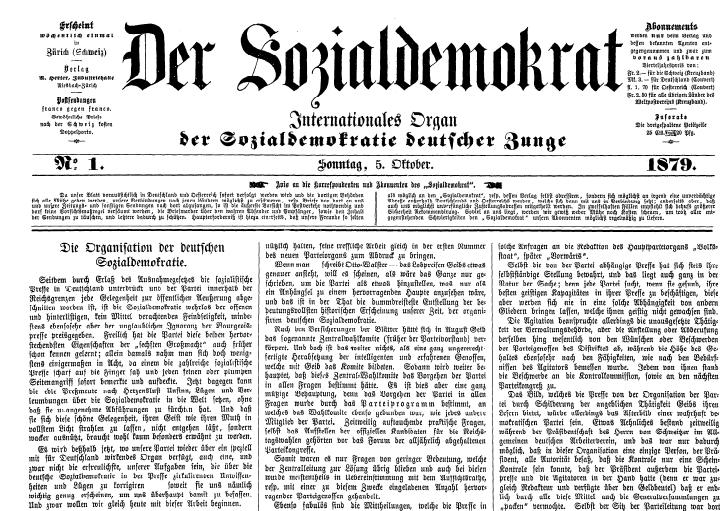
Première parution du journal Der Sozialdemokrat
Imprimé d'abord à Zurich puis à Londres pendant les lois antisocialistes

Le parti est donc illégal pendant 12 ans. Le journal Vorwärts doit être arrêté, les réunions sont proscrites. Les syndicats et associations ouvrières sont également touchés par la loi et dissous. Les hommes politiques socialistes peuvent cependant conserver leur mandat de manière individuelle, en tant que sans étiquette. De nombreux membres du parti doivent ou choisissent d'émigrer,. Les lois permettent de facto au parti de se débarrasser de son aile gauche, révolutionnaire ou anarchiste. Ainsi les membres les plus éminents de ces tendances : Johann Most et Wilhelm Hasselmann sont exclus du parti en 1880.
En Allemagne, les assemblées générales ne sont plus possibles pour le parti, des rassemblements secrets ont lieu dans les pays voisins. Par exemple, en août 1880 au château Wyden dans le canton de Zurich. Le parti y décide de rayer le mot « légalement » de son programme, celui-ci étant de toute manière vidé de sens. Le parti lutte alors avec tous les moyens disponibles. En 1883, un autre congrès est organisé à Copenhague.
Entre le 26 juillet et le 4 août 1886, les mesures antisocialistes atteignent leur maximum lors du procès contre les ligues secrètes qui se tient à Freiberg. Les dirigeants du parti y sont accusés de faire partie d'une association secrète. Ignaz Auer, August Bebel, Karl Frohme, Carl Ulrich, Louis Viereck et Georg von Vollmar y sont condamnés à 9 mois de prison, ainsi qu'une longue liste de membres à 6 mois de détention. Bien d'autres procès du même genre ont lieu, comme celui de Francfort qui condamne 35 prévenus à 1 an d'emprisonnement ou celui de Magdebourg en 1887 avec 51 accusés déclarés coupables.

### Limites de la loi

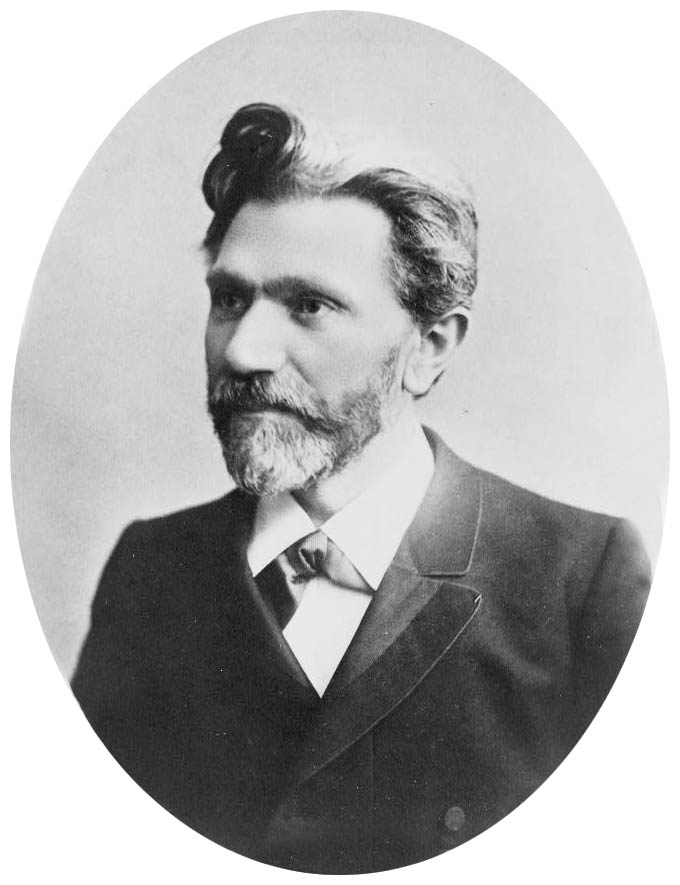
August Bebel

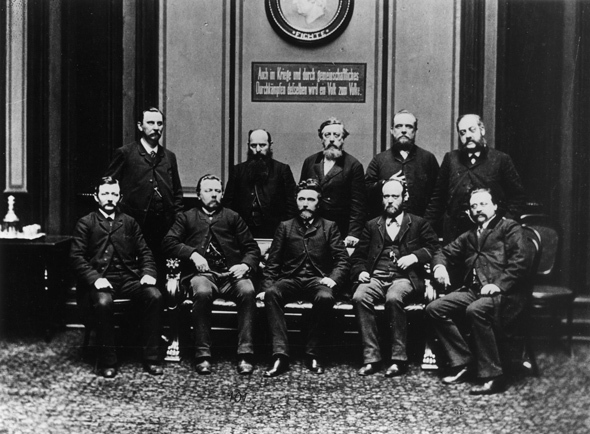
Membre du groupe parlementaire SAP au Reichstag en 1889.
Assis de gauche à droite: Georg Schumacher, Friedrich Harm, August Bebel, Heinrich Meister et Karl Frohme. Debout: Johann Heinrich Wilhelm Dietz, August Kühn, Wilhelm Liebknecht, Karl Grillenberger, et Paul Singer.

Les lois antisocialistes ne permettent cependant pas à l'État d'affaiblir durablement le mouvement. Les membres du parti gardent contact entre eux sur le plan informel ou dans des associations secrètes. Les rassemblements réguliers destinés à honorer les membres les plus influents du parti permettent de réaffirmer l'existence du mouvement. Ainsi en 1879, celui honorant August Geib à Hambourg rassemble 30 000 ouvriers. La « poste rouge des champs », menée par Joseph Belli et Julius Motteler, fait la contrebande de parutions agitatrices et en particulier du journal Der Sozialdemokrat qui est édité à partir de 1879 à Zurich par Georg von Vollmar. Karl Kautsky et Eduard Bernstein participent activement au journal. Par ailleurs, les lois antisocialistes sont appliquées dans les différents États fédérés allemands avec plus ou moins de zèle. Le laxisme relatif au sud du pays permet la publication à partir de 1883 du journal  Die Neue Zeit qui est assez théorique. En Prusse, les poursuites se renforcent après 1886,.
Les résultats électoraux aux élections législatives sont la meilleure preuve de l'effet limité des lois antisocialistes. La loi sur la sécurité sociale, qui a pour objectif d'améliorer la satisfaction des ouvriers et ainsi les détourner du mouvement, rate aussi son but. Certes, le SAP recule en 1881 avec 6,1 % des voix, mais progresse de nouveau dès 1884 avec 9,7 %, ce qui se traduit par plus de mandats électoraux. Le groupe parlementaire gagne en influence, ce qui pousse Bebel, Bernstein et Engels à mettre en garde contre les « illusions parlementaires » et parvient à limiter l'aide offerte aux autres partis sur certaines questions. En effet, en 1887 le parti récolte plus de 10 % des suffrages, mais obtient moins de députés à cause des alliances entre les autres partis dans certaines circonscriptions. Le congrès qui a lieu en octobre 1887 à Saint-Gall permet à Bebel de s'imposer comme le véritable meneur du parti et du groupe parlementaire, et ce jusqu'à sa mort. Sur le plan international, le congrès qui a lieu du 14 au 20 juillet 1889 à Paris fonde la Deuxième Internationale. Le SAP y est, malgré sa persécution, le parti socialiste le plus influent,.
En Allemagne, les lois antisocialistes perdent peu à peu leur soutien. Fin 1889, le gouvernement propose de prolonger la loi de manière indéterminée. Le Reichstag vote clairement contre le 25 janvier 1890. Après cette décision se déroule les élections de 1890 qui font du SAP le parti ayant le plus de suffrages avec 20 % du total. Toutefois, le découpage électoral et le suffrage majoritaire ont pour conséquence que le nombre de mandats est très en deçà de ce chiffre. Le 1er octobre 1890, la loi est officiellement abrogée. Au total les fonctionnaires allemands ont interdit 155 parutions de manière provisoire, 1200 de manière définitive, exilé 900 personnes, et condamné 1 500 personnes à un total de 1 000 ans de prison.

## Vers le parti de masse

### Base sociale
La fin des années 1880 est non seulement un tournant au niveau de l'organisation, mais également un changement générationnel pour le parti. Les salariés qualifiés de l'industrie, soucieux de progresser dans la hiérarchie sociale, remplacent alors les artisans comme base sociale du parti. Les membres actifs restent cependant ici de la seconde catégorie et notamment des ouvriers en bâtiment et des imprimeurs. En conséquence, les valeurs citoyennes ont une grande importance dans la social-démocratie. Ainsi la discipline, la soif de formation, le modèle familial des bourgeois et la sexualité qui y est associé, la croyance dans le progrès et dans la croissance servent de modèle au mouvement ouvrier. Jürgen Kocka parle d'une « tête de pont de la bourgeoisie dans les classes sociales défavorisée ». Toutefois, il fait remarquer que l'idéologie anti-bourgeoise n'est pas seulement rhétorique.

### Organisation

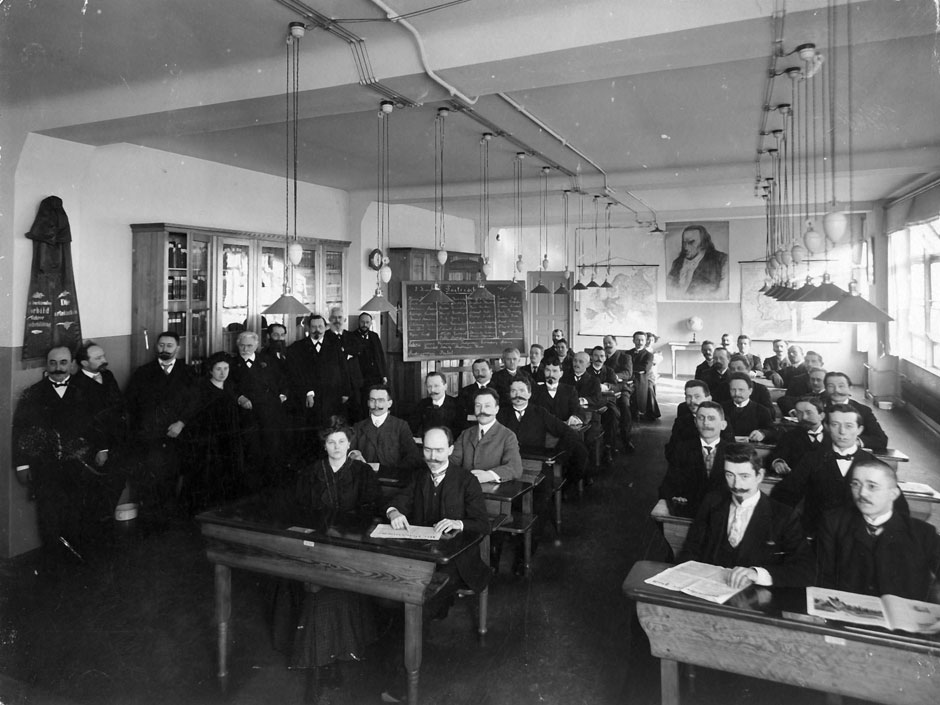
Visite de la direction du parti en 1907 dans l'école du SPD
Rosa Luxemburg (4e depuis la gauche) y est professeur, August Bebel (debout, 5e depuis la gauche), Friedrich Ebert (gauche sur le 3e banc de la rangée de droite)

En 1890, le parti décide après la fin des lois antisocialistes de changer son nom lors du congrès de Halle pour devenir le Sozialdemokratische Partei Deutschlands (SPD). Son organisation est également revue, le parti est désormais fondé sur des hommes de confiance, pour des raisons associées aux lois associatives de l'époque. Les associations de militants dans chaque circonscription forment la base du parti. Des associations communales se forment parfois également. Toutes ces associations se regroupent au niveau des districts et des États fédérés. Les assemblées générales sont toujours le socle du parti : le comité directeur constitué de 12 membres y est élu pour une durée de 1 an. En pratique toutefois, les membres sont pour la plupart simplement réélus. Avec la commission de contrôle, le comité directeur forme l'organe de décision du parti. Ces derniers, ainsi que les groupes parlementaires doivent être présents à l'assemblée générale afin de rendre des comptes. Le siège du parti se trouve à Berlin. Le journal officiel est le Berliner Volksblatt qui devient peu de temps plus tard le Vorwärts – Berliner Volkszeitung. Centralorgan der Sozialdemokratischen Partei Deutschlands. Le 1er mai devient par ailleurs le jour de fête du parti et l'occasion pour le parti de choisir sa direction ainsi que son programme,.

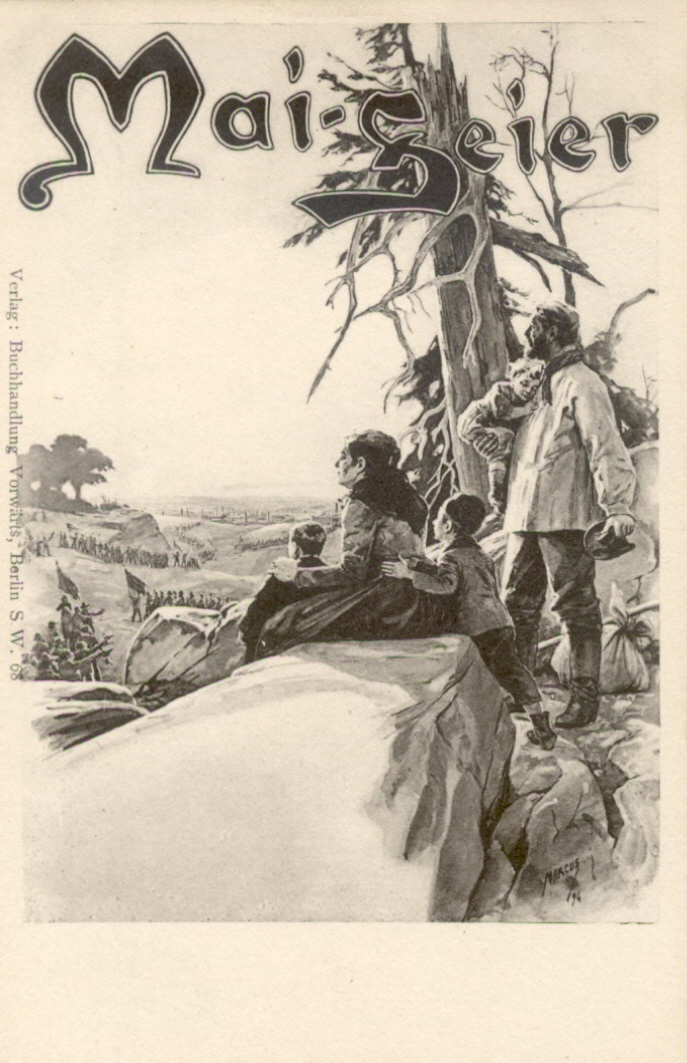
Affiche pour les fêtes de mai aux alentours de 1895

Dans les années 1890, le droit des associations ne permet pas au parti d'avoir des membres ou de recueillir des cotisations. Ce dernier dépend donc financièrement exclusivement de ses ventes de journaux et d'autres parutions. Toutefois, le lien avec ses partisans est prononcé. En 1905, le parti change de statut, contrairement à la plupart de ses contemporains, et devient un parti ayant des membres. La vie du parti est riche en événements réguliers, ceci étant renforcé par un calendrier socialiste clairement défini. Tout cela soude les militants. Leur nombre est connu avec précision à partir de 1906 avec alors 384 000 membres, en 1914 ils sont plus d'un million,.
Cette croissance du nombre d'adhérents conduit à partir de 1903 à la création d'un appareil du parti important. Cette évolution est dès le départ critiquée. Cependant au vu du grand nombre de membres, cette administration est relativement petite. Avant la Première Guerre mondiale on ne peut pas parler d'une bureaucratie moribonde, les employés du parti ayant 35 ans en moyenne. La fonction de secrétaire du parti, tout comme celle de rédacteur dans un de ses journaux, est réservée aux militants particulièrement actifs, qui ne peuvent plus trouver d'emploi dans les sociétés privées ou dans la fonction publique. Ces activités représentent donc leur seule possibilité afin de s'assurer de quoi vivre. L'école du parti, créée en 1906, mène à une professionnalisation de ces postes.

### Apparition du milieu social-démocrate
Avec la fin des lois antisocialistes, les syndicats libres se réorganisent également. La commission générale des syndicats, dirigée par Carl Legien et créée en 1890, est l'association les regroupant. Le nombre d'affiliés montent beaucoup plus vite que celui des membres du parti dans les années suivantes : en 1890, ils sont 300 000, en 1913 2,5 millions. Cela donne un poids considérable aux dirigeants des syndicats.
Les syndicats et le parti ne sont pas les seules organisations socialistes : les coopératives et les associations de consommateurs forment le troisième pilier du mouvement ouvrier. En 1911, plus de 1 100 associations comptent au total 1,3 million de membres.
En outre, un vaste réseau d'associations sociales-démocrates se développe : associations de formation, de chant, sportives, libres-penseurs, voire de pompiers. Le milieu social-démocrate s'affirme alors.

### Résultats aux élections législatives entre 1893 et 1912
| Résultats aux élections législatives des sociaux-démocrates entre 1871 et 1912 | Résultats aux élections législatives des sociaux-démocrates entre 1871 et 1912 | Résultats aux élections législatives des sociaux-démocrates entre 1871 et 1912 |
| Année                                                                          | Voix                                                                           | Mandats                                                                        |
| ADAV additionné au SDAP                                                        | ADAV additionné au SDAP                                                        | ADAV additionné au SDAP                                                        |
| ------------------------------------------------------------------------------ | ------------------------------------------------------------------------------ | ------------------------------------------------------------------------------ |
| 1871                                                                           | 3,2 %                                                                          | 2                                                                              |
| 1874                                                                           | 6,8 %                                                                          | 9                                                                              |
| SAP                                                                            |                                                                                |                                                                                |
| 1877                                                                           | 9,1 %                                                                          | 12                                                                             |
| 1878                                                                           | 7,6 %                                                                          | 9                                                                              |
| 1881                                                                           | 6,1 %                                                                          | 12                                                                             |
| 1884                                                                           | 9,7 %                                                                          | 24                                                                             |
| 1887                                                                           | 10,1 %                                                                         | 11                                                                             |
| SPD                                                                            |                                                                                |                                                                                |
| 1890                                                                           | 19,8 %                                                                         | 35                                                                             |
| 1893                                                                           | 23,3 %                                                                         | 44                                                                             |
| 1898                                                                           | 27,2 %                                                                         | 56                                                                             |
| 1903                                                                           | 31,7 %                                                                         | 81                                                                             |
| 1907                                                                           | 28,9 %                                                                         | 43                                                                             |
| 1912                                                                           | 34,8 %                                                                         | 110                                                                            |

L'expansion de la social-démocratie s'exprime dans ses résultats électoraux. Entre 1893 et 1903, la progression est continuelle : de 23,3 % à 31 % des suffrages. Lors des élections de 1907, durant lesquelles la campagne prend un tournant national, elle essuie un revers face au bloc Bülow, la coalition soutenant le chancelier éponyme. Le système d'élection à la majorité a pour conséquence qu'alors que le parti ne perd que 2,8 % des voix, son nombre de mandats est quasiment divisé par deux passant de 81 à 43. Cette défaite est cependant sans lendemain. En 1912, le parti récolte quasiment 35 % des suffrages, ce qui se traduit par 110 députés au parlement. Ce succès ne touche pas l'ensemble de l'Empire : il est concentré dans les villes industrielles, alors qu'à la campagne le parti n'a que peu d'influence. Les tendances religieuses jouent également un rôle : la social-démocratie est plus répandue dans les régions majoritairement protestantes. Ainsi dans les régions catholiques, la Rhénanie, la Ruhr, la Sarre et la Haute-Silésie, les ouvriers continuent à voter pour le Zentrum. Il est également à noter que dans les zones protestantes de l'Allemagne, un nombre important d'ouvriers vote pour l'un des partis bourgeois.

### Programme
Même si le SPD a une influence non négligeable sur le plan social et politique, son intégration dans l'État et dans l'organisation de la société reste marginale. La fin des lois antisocialistes n'ouvre en effet pas pour autant les portes de la fonction publique et de l'État aux sociaux-démocrates. Les groupes en place restent fermement opposés à leur entrée. Leur exclusion est d'ailleurs de nouveau évoquée en 1894 et 1899 respectivement avec la loi Umsturzvorlage et le projet de loi sur les prisons (de). La loi Arons a tout aussi peu de succès. L'opposition du Reichstag l'empêche, alors même que l'Association contre la social-démocratie a été fondée en 1904.

#### Programme d'Erfurt

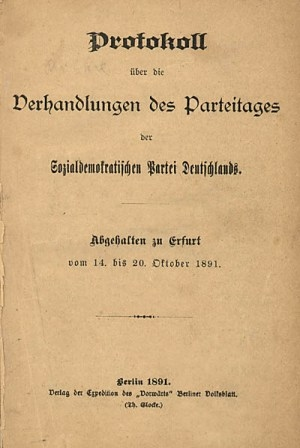
Compte rendu du congrès d'Erfurt, 1891.

Au sein du parti, le marxisme s'impose comme l'idéologie dominante durant la période des lois antisocialistes. Les idées de Lassalle passent au second plan. Le programme d'Erfurt de 1891 résume cette nouvelle orientation. Karl Kautsky écrit la partie théorique, tandis qu'Eduard Bernstein écrit la partie pratique du texte. Cette seconde partie, qui réclame la démocratisation de l'ensemble de la société et des réformes sociales, se distingue nettement de celle du programme précédent dans la formulation, mais pas dans le contenu. La première partie par contre, qui analyse brièvement la société, est plus claire que dans le programme précédent. Le programme déclare également :
« Le SPD ne combat pas pour de nouveaux privilèges de classe, mais pour la fin de la domination d'une classe et même la fin des classes. Il combat pour que tous, peu importe le sexe ou l'origine, aient les mêmes droits et devoirs. Par conséquent, il ne s'agit pas seulement de lutter contre l'exploitation et l'oppression des salariés, mais contre toutes formes d'exploitation et d'oppression, qu'elles soient dirigées contre une classe, un parti, un sexe ou une race,,. »

#### «Les jeunes» et le débat autour du réformisme
Le fait que le marxisme se soit imposé ne signifie pas pour autant la fin des débats et des courants politiques au sein du parti. La fin de la répression et l'augmentation du nombre d'adhérents expliquent également ce mouvement. La direction du parti est critiquée principalement par deux courants d'opposition. Celle de gauche, apparue au début des années 1890, est dénommée « Les jeunes ». Elle reproche le 1er mai 1890 à la direction de ne pas avoir appelé à la grève afin d'imposer la mise en place de la journée de 8 heures. L'autre courant d'opposition critique la place toujours plus importante que prend le groupe parlementaire et les réformistes dans le parti. Les jeunes ne pouvant imposer leurs vues dans ce dernier, une partie de ceux-ci décident de faire scission et créent l'« Association des socialistes indépendants. Sous l'influence de Gustav Landauer, celle-ci prend rapidement un tournant anarchiste ». À l'opposé dans le spectre politique du SPD, les réformistes sont pour la plupart originaires du sud du pays. Dès 1891, Georg von Vollmar réclame la mise en place de ce type de politique en s'appuyant sur les institutions existantes et en appelant à la coopération avec toutes les forces progressistes. Il résume cela par la formule : « Ouvrons nos mains aux bonnes volontés, montrons nos poings aux mauvaises,, ». Au début des années 1890, le groupe SPD au parlement bavarois vote en faveur du budget. Les réformistes appellent à l'écriture d'un programme agraire afin d'élargir la base électorale du parti. Cela provoque une levée de boucliers dans le parti : c'est le début de la querelle réformiste. Finalement, Karl Kautsky et sa position marxiste s'imposent. En conséquence, la base électorale du parti s'identifie toujours plus autour des ouvriers, la campagne et ses paysans, parfois en colère, sont délaissés.

#### Le débat révisionniste

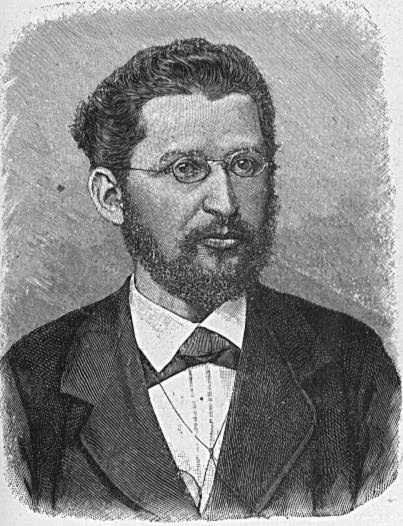
Eduard Bernstein

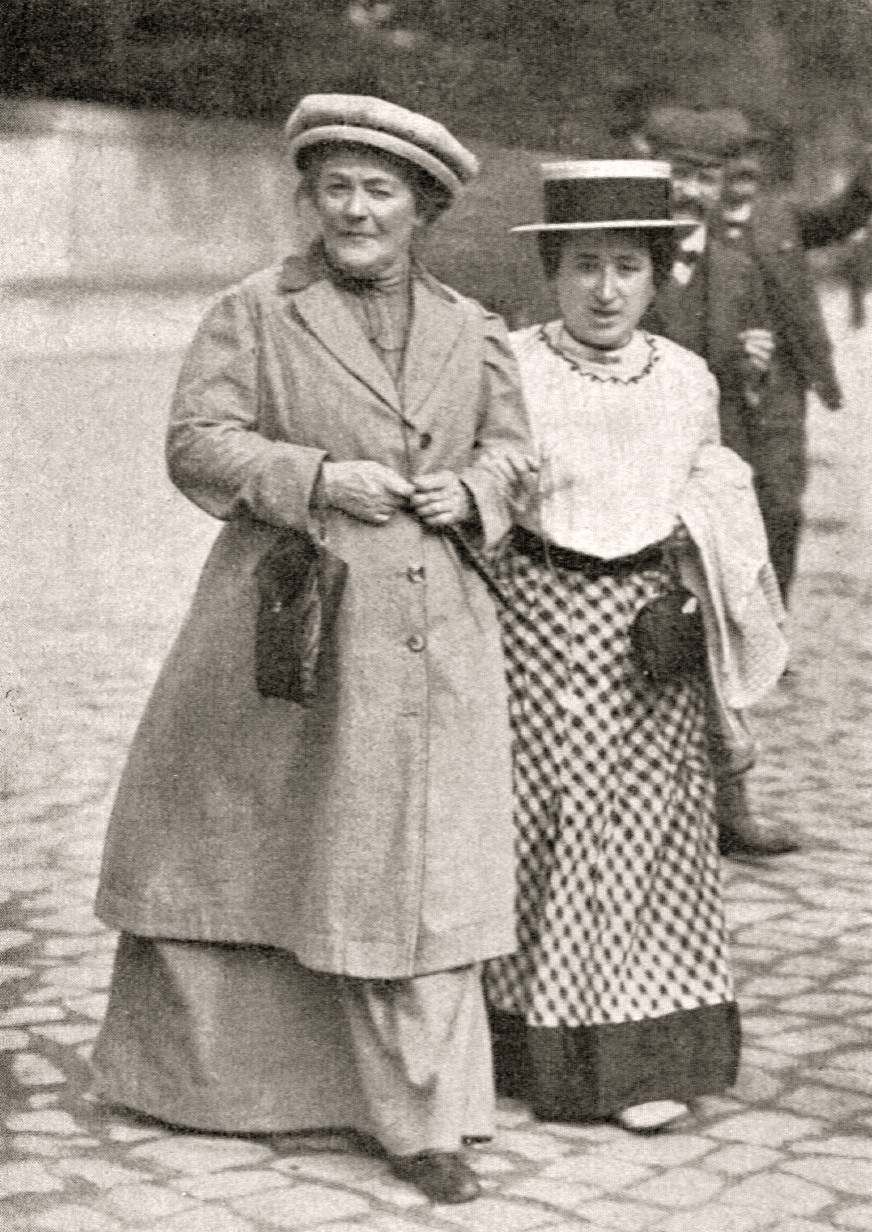
Rosa Luxemburg (a droite) avec Clara Zetkin en 1910

Dans la seconde moitié des années 1890, Eduard Bernstein avance la thèse révisionniste, qu'il a partiellement reprise d'autres. Il pense que le développement économique et politique ne va pas conduire nécessairement à l'effondrement du système. Il remet en cause la division en classes de la société, l'antinomie entre travail et capital. Il se montre par contre favorable à une union avec les forces progressistes de la bourgeoisie. Il déclare : « L'influence de la social-démocratie serait bien plus grande, si elle trouvait le courage de s'émanciper de sa phraséologie dépassée et d'affirmer ce qu'elle est vraiment aujourd'hui : c'est-à-dire un parti réformateur démocratique-socialiste,, ». Ignaz Auer, qui parle pour la direction du parti, déclare que ce dernier a clairement reconnu sa fonction réformatrice, mais, afin de préserver l'unité du SPD, il met également en garde contre la destruction des espoirs en avenir meilleur qu'entretient l'idéologie chez les militants. « Mon cher Ede, ce que tu réclames, on ne le dit pas, on le fait, ».
Rosa Luxemburg est au contraire très opposée à la position de Bernstein. Elle ne défend pas la direction dans sa modération face à la ligne révisionniste. Elle représente au contraire la ligne révolutionnaire et réclame une révision de la ligne politique du parti en ce sens. Elle rejette les réformes du travail dans le système d'alors, car cela ne fait que perdurer le système bourgeois. Les responsables syndicaux récusent ces accusations. Carl Legien dit en 1899 : « Nous, les travailleurs organisés syndicalement ne souhaitons pas que cela devienne le foutoir. (...) Nous souhaitons une évolution paisible de la situation
,. » Le renforcement des structures syndicales passent pour eux avant les débats théoriques. Si aussi bien la voie révolutionnaire que la voie réformatrice semblent prometteuses, elles ne correspondent ni l'une ni l'autre à la réalité politique dans l'Empire allemand. D'une part face au risque d'insurrections, l'État est très bien organisé et peut faire appel à l'armée en dernier recours. D'autre part, les autres partis politiques, profondément opposés à la social-démocratie, forment un front contre cette dernière. Le débat est clos lors de l'assemblée générale de 1903, qui entérine la position révisionniste, « la tactique de lutte de classe couronnée jusqu'à présent de succès, ».

#### Débats sur les grèves générales et accords de Mannheim

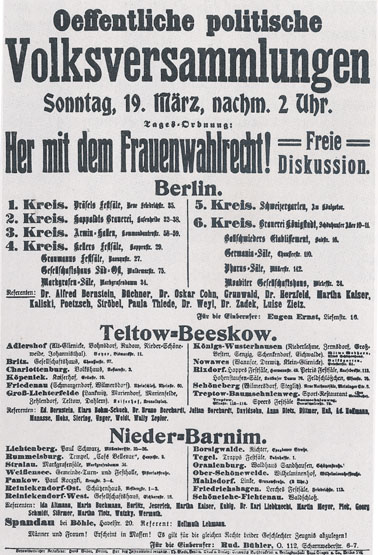
Affiche pour une manifestation pour réclamer le droit de vote des femmes aux alentours de 1908.

En 1905, les grèves des mineurs dans la région de la Ruhr et la Révolution russe de 1905, font surgir le débat pour savoir s'il ne faudrait pas organiser une grève générale afin de porter les revendications politiques du parti, notamment pour la fin du système électoral des trois classes en Prusse. Cette méthode a en effet été couronnée de succès dans d'autres pays européens. Dans le débats les syndicats libres et l'aile syndicaliste du parti s'opposent à une coalition formée de la direction, des révisionnistes et de l'aile gauche. Les premiers s'opposent à toute grève pour des motifs politiques. Lors du congrès syndicaliste de 1905, une large majorité vote la motion suivante : « Le congrès considère qu'il n'y a pas lieu à discussion à propos de la grève générale, telle qu'elle est présentée par les anarchistes et les gens sans aucune expérience dans le domaine. Il met en garde les ouvriers contre l'acceptation et la progression de ce genre d'idées qui mettent en danger le travail de fourmis quotidien effectué afin de renforcer les organisations travailleuses,. » D'un autre côté, l'assemblée générale du SPD reconnaît que la grève générale est un moyen de lutte efficace, qui peut permettre à la fois de protéger la classe ouvrière contre des attaques politiques, mais également de porter l'offensive afin d'obtenir sa libération.
Afin d'éviter la rupture entre syndicats et le SPD, les deux partis tentent de trouver un compromis. Lors de l'assemblée générale du parti de 1906, qui a lieu à Mannheim, un accord est trouvé. Il est reconnu qu'une tentative de grève générale sans le soutien des syndicats est vouée à l'échec. Cela équivaut à enterrer l'idée de grève générale en Allemagne. Les accords redéfinissent les relations et les rôles respectifs du parti et des syndicats. Le poids de ces derniers oblige le SPD à revoir son ancienne position, qui voyait dans les syndicats sa structure de recrutement, et à les mettre sur un pied d'égalité. Les deux structures doivent également chercher le compromis en permanence,. La question des grèves générales est également à l'ordre du jour des congrès de l'internationale socialiste en 1907 à Stuttgart. Jean Jaurès s'y montre favorable alors que les délégués allemands la rejettent. La déception des partisans de cette solution résulte dans la création sur le plan local de la gauche radicale de Brême.

#### La social-démocratie avant la Première Guerre mondiale
En 1910 lors de l'assemblée générale, un nouveau débat éclate entre les réformistes du sud et la majorité du parti sur la question du vote du budget au parlement régional. Le front du refus de la coopération avec les partis bourgeois s'effrite toutefois progressivement. Ainsi, malgré les critiques internes, lors des élections législatives de 1912 des accords sont signés avec les libéraux de gauche pour gagner les ballotages. Cela permet au parti de gagner de nombreux sièges. L'aile reste[à vérifier] toutefois fermement opposée à cette décision. Les autres partis renforcent leurs efforts contre la social-démocratie avec la création du cartel des ordres créateurs. Les pressions provenant de l'État empêchent également une intégration des sociaux-démocrates dans les institutions, ce qui rend le milieu social-démocrate toujours plus compact. La mort d'August Bebel en 1913, conduit à un changement générationnel. La nouvelle direction du parti est constituée de Friedrich Ebert et Hugo Haase, qui n'appartiennent ni à l'aile gauche, ni au courant réformiste. Leur élection a donc pour objectif de maintenir la cohésion du parti entre les réformateurs et les révolutionnaires,.

## Première Guerre mondiale, scission et révolution

### Vote des crédits de guerre
Lors de la crise de juillet 1914, après que l'héritier au trône autrichien a été assassiné, le SPD appelle à manifester pour la paix. Mais cette mobilisation reste sans effet sur le gouvernement. Les dirigeants du parti sont partagés quant à l'attitude à adopter en cas de guerre. Selon les radicaux de gauche, telle Rosa Luxemburg, la guerre est une conséquence inévitable de l'impérialisme. Il n'y a en fait que peu de pacifistes convaincus dans la direction. Une grosse partie de cette dernière se laisse convaincre par les dirigeants du pays que la guerre est défensive et dirigée contre la Russie tsariste et ses alliés. Le vote des crédits militaires permet de clarifier la position tenue par le parti. L'aile droite se décide pour le vote en leur faveur et pour la paix des forteresses après que les syndicats-libres ont annoncé cette prise de position. Afin de pas mettre en danger l'unité du parti, et en raison de la discipline de vote, les députés de l'aile gauche - minoritaires - votent également en faveur des crédits. Le 4 août 1914, Haase déclare par écrit : « Aujourd'hui, il ne va pas être voté pour ou contre la guerre, mais autour de la question des moyens nécessaires à la défense du pays », les députés de droite du groupe parlementaire ajoutent : « À l'heure du danger, nous ne laissons pas tomber la Patrie,, ». À l'extrême-droite du parti le groupe Lensch-Cunow-Haenisch fait des propositions d'objectifs de guerre sociaux-démocrates à la manière des autres partis.

### Éclatement du parti

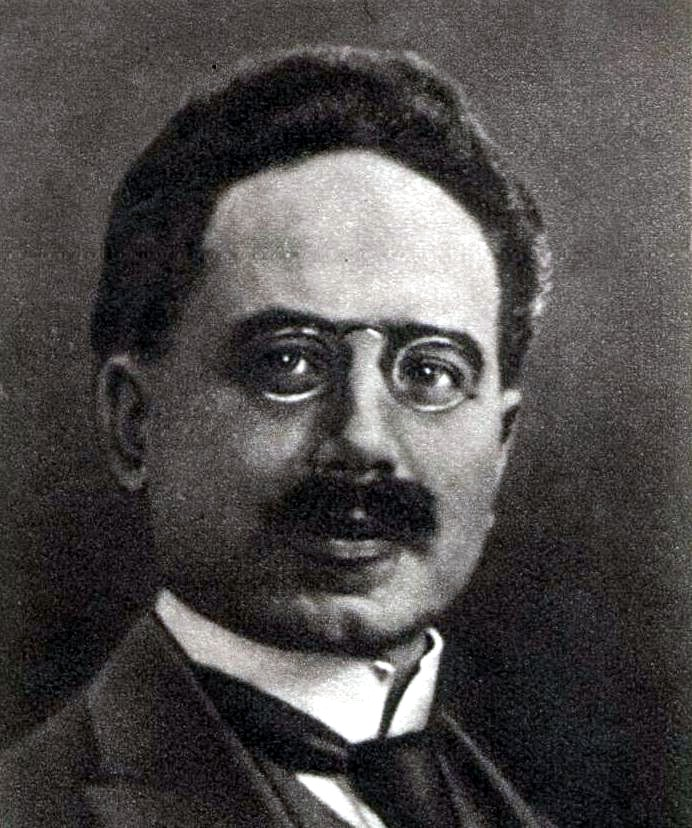
Karl Liebknecht

Chez une partie des membres, l'idée que la guerre est purement défensive perd du terrain. Quand en décembre 1914, de nouveaux crédits s'avèrent nécessaires et que le groupe parlementaire réaffirme majoritairement sa fidélité à la Patrie, Karl Liebknecht vote ostensiblement contre. Otto Rühle le suit dans la foulée. Les deux sont donc exclus du groupe. Les tensions internes montent quand Bernstein, Haase et Kautsky publient le manifeste L'impératif du moment, qui expose qu'aux vues des plans d'annexion formulés par le gouvernement, les milieux économiques et une partie de la bourgeoisie, le SPD devrait suspendre son soutien à l'effort de guerre. L'aile droite du parti, avec par exemple Eduard David, commence à évoquer l'exclusion de ces contestataires. En décembre 1915, 66 députés votent pour les nouveaux crédits, 44 contre. En mars 1916, les opposants à la guerre sont finalement exclus du groupe parlementaire. Ils rejoignent alors la Communauté ouvrière social-démocrate, mais se refusent alors à faire scission. Une réunion courant septembre doit permettre d'arrondir les angles. L'opposition y représente 40 % des délégués présents, toutefois face à l'attitude ferme de la majorité aucun compromis n'est trouvé. En outre, l'éclatement de la Révolution de Février 1917 en Russie met fin à l'unique raison du soutien du SPD à la guerre. En avril 1917, le Parti social-démocrate indépendant (USPD) est fondé à Gotha. Kautsky et Bernstein, pourtant opposés lors du débat révisionniste, le rejoignent tous deux.
Dès 1916, l'aile révolutionnaire, dite Gruppe Internationale, groupe international, menée par Liebknecht et Luxemburg fonde la Ligue spartakiste. L'historien du parti Franz Mehring les rejoint également. Si la Ligue fait officiellement partie de l'USPD et en forme l'aile gauche, sa ligne politique est indépendante.
La formation de l'USPD a lieu alors que la société est en ébullition. En avril 1917, à Berlin et Leipzig, les bastions de l'USPD, des grèves contre la guerre et la faim sont organisées. Elles rendent également clair le fait que le SPD « majoritaire » (MSPD pour différencier les deux)  a perdu de son soutien dans sa base électorale. Il est donc forcé de changer son fusil d'épaule. Certes il continue de soutenir la défense du pays, mais demande une signature de paix rapide. En juillet 1917, la peur de la révolution pousse le Reichstag à voter une résolution de paix, avec les voix du MSPD, du Zentrum et des libéraux de gauche.
En janvier 1918, de nombreux ouvriers manifestent et font grève contre les conditions du traité de paix germano-russe de Brest-Litovsk qu'a dû signer la Russie révolutionnaire de Lénine. La paix et les réformes font également partie des revendications des ouvriers allemands. Les deux partis sociaux-démocrates mènent les cortèges, que ce soit Ebert, Philipp Scheidemann et Otto Braun pour le MSPD ou Haase, Wilhelm Dittmann et Georg Ledebour pour l'USPD. Ils veulent tous garder le mouvement sous contrôle, éviter sa radicalisation.

### Révolution de novembre 1918

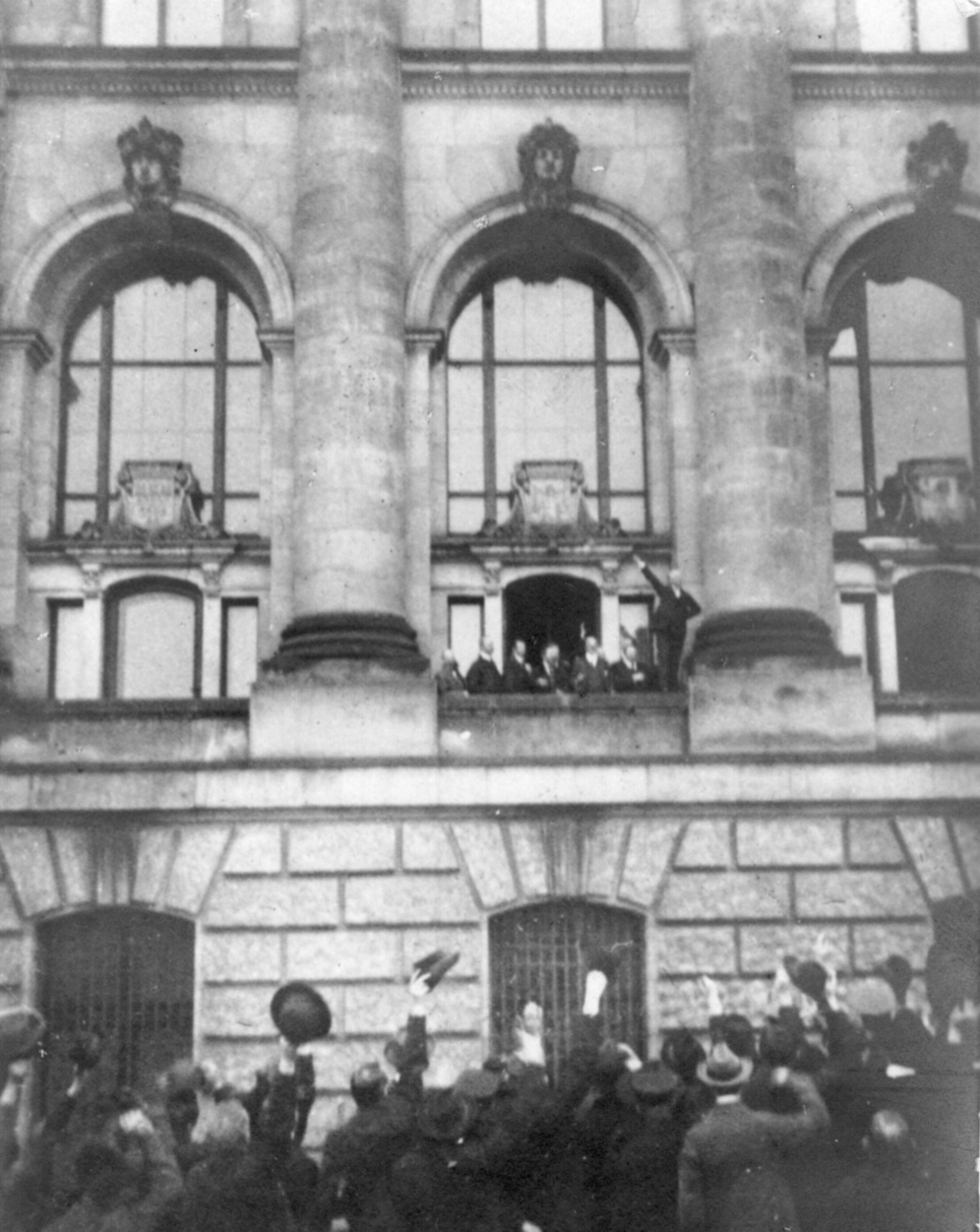
Philipp Scheidemann proclame la république.
(9 novembre 1918)

En octobre 1918, la réforme éponyme, qui parlementarise l'Empire, est votée. À la suite, le gouvernement Max de Bade devient le premier à intégrer des sociaux-démocrates. L'USPD considère certes ces réformes décidées par le gouvernement comme insuffisantes, mais ne soutient pas une révolution. Elle plaide plutôt pour la constitution d'une assemblée nationale. La révolution qui se déclenche à Kiel avant de se répandre dans tout l'Empire en novembre annule tous leurs plans. Les conseils ouvriers qui émergent alors portent le mouvement. Les radicaux de gauche, comme la Ligue spartakiste, n'ont qu'une influence limitée sur ces derniers. Les membres de ces conseils sont toutefois proches des sociaux-démocrates et des syndicats. L'objectif des conseils n'est pas de dominer le pays sur le modèle russe, mais bien plus de mettre fin à la guerre, d'assurer le ravitaillement, la fin de la dictature militaire et la démocratisation de l'État.
Le 9 novembre 1918, Max de Bade impose à l'Empereur Guillaume II l'abdication, tout en refusant de manière formelle la constitution écrite par Friedrich Ebert avec la chancellerie. Contre l'avis de ce dernier, qui souhaite poursuivre sur une voie purement légale, Philipp Scheidemann proclame la république : « La monarchie, vieille et pourrie, s'est écroulée. Vive la nouvelle république, la république allemande ! ». Presque au même moment, Karl Liebknecht proclame la république socialiste.
Le MSPD et l'USPD forment le 10 novembre le Conseil des commissaires du peuple. Ebert, Scheidemann et Otto Landsberg du premier parti, ainsi que Haase, Dittmann et Emil Barth pour le second en font partie. Le MSPD a dû accepter de reconnaître le mouvement révolutionnaire pour obtenir la participation de l'USPD. Le conseil reconnait que le pouvoir politique est entre les mains des conseils ouvriers, mais demande que ceux-ci se fédèrent et unissent leurs efforts aussi vite que possible.

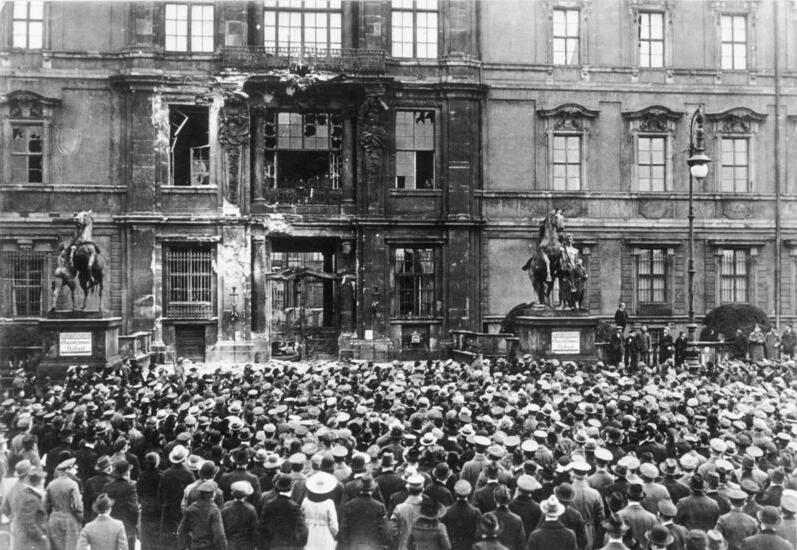
Discours social-démocrate devant le château de Berlin en janvier 1919

Le MSPD refuse cependant catégoriquement le pouvoir des conseils et met en garde contre une bolchévisation. Le parti combat donc la gauche radicale, même si celle-ci n'a que peu de soutien. Par peur de voir le mouvement se radicaliser et l'État s'effondrer totalement, le MSPD refuse également de poursuivre les réformes dans la première phase de la révolution. Des négociations ont au contraire lieu entre le général Wilhelm Groener de l'OHL et Friedrich Ebert. Elle conduise au pacte Ebert-Groener. L'administration gouvernementale reste également fermement opposée à la révolution. Le compromis permet à ces dernières de se réaffirmer. La situation se stabilisant, les rapports de forces se figent, la démocratisation de l'appareil militaire devient quasiment impossible,.
Mi-décembre 1918, le congrès des conseils d'Empire a lieu entre les différents conseils ouvriers. Presque 60 % des délégués sont proches du MSPD. À l'exception de quelques décisions, comme la socialisation de l'industrie, l'assemblée suit surtout la ligne politique décidée par Ebert. Elle décide d'organiser des élections législatives le 19 janvier 1919, contre le souhait de l'USPD, qui veut reporter la création d'une assemblée nationale et continuer à gouverner de manière révolutionnaire dans l'intervalle de temps et ainsi réformer. L'USPD considère cette décision comme inacceptable. Cela provoque entre autres, début 1919, la création du Parti communiste d'Allemagne (KPD) à partir de l'USPD.
L'USPD et le MSPD débattent activement des compétences du conseil des commissaires. La révolte des militaires à Noël 1918, fait échouer définitivement la coalition. L'USPD se retire du gouvernement, Gustav Noske et d'autres SPD l'intègrent. La révolte spartakiste de Berlin en janvier, Noske doit la mater et déclare à ce propos : « quelqu'un doit faire le sale boulot ». Bien que des troupes républicaines soient déjà disponibles à ce moment-là, il utilise les corps francs pour effectuer le travail. Ces derniers écrasent la révolte et leurs officiers, proches des mouvements d'extrême droite, commandent l'exécution des hommes politiques et des militants du KPD. Parmi eux Rosa Luxemburg et Karl Liebknecht. Noske et d'autres ont probablement fermé les yeux.

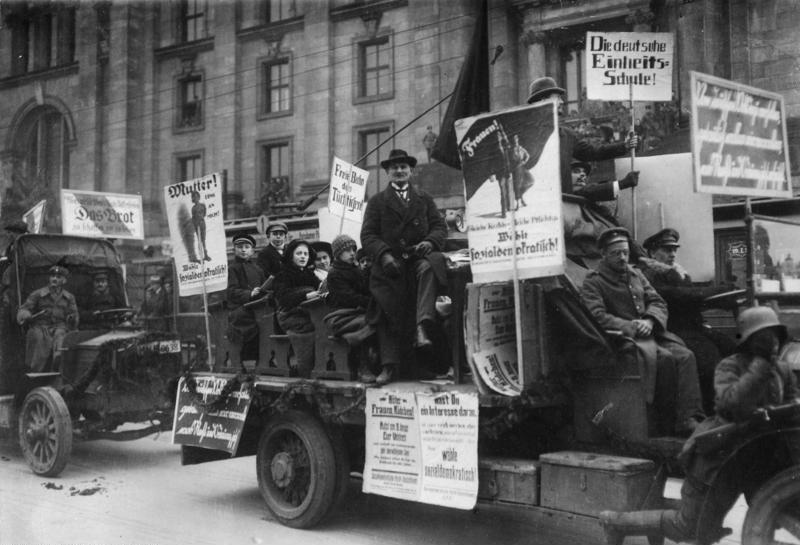
Cortège du SPD à Berlin lors de la campagne électorale de 1919.

Lors des élections pour la formation d'une assemblée nationale en 1919, les espoirs des sociaux-démocrates d'obtenir la majorité absolue et ainsi de pouvoir réformer le pays ne se réalisent pas. Le MSPD recueille 37,9 % des suffrages, l'USPD 7,6 %. Les deux partis, rejoints par le Zentrum et les libéraux de gauche du DDP, forment alors la coalition de Weimar.

### La social-démocratie et la radicalisation entre 1919 et 1920
L'assemblée nationale de Weimar élit le 11 février 1919 l'ancien chancelier impérial Friedrich Ebert président du Reich. C'est le premier social-démocrate allemand à devenir chef d'État. Il le reste jusqu'à sa mort en 1925. Phillipp Scheidemann devient chancelier, tandis qu'Otto Wels et Hermann Müller prennent la direction du SPD.
La répression violente de l'opposition de gauche fin 1918 - début 1919 mène à une radicalisation des conseils ouvriers. Toujours début 1919, des grèves éclatent dans la Ruhr et dans le centre du pays pour réclamer une hausse des salaires et une socialisation de l'économie. Dans certains États fédérés, comme la Bavière et à Brême, des républiques des conseils sont proclamées. Le gouvernement socialiste y met fin en employant les militaires et les corps-francs.
| Résultats aux élections législatives entre 1919 et 1933 | Résultats aux élections législatives entre 1919 et 1933 | Résultats aux élections législatives entre 1919 et 1933 |
| Année                                                   | Voix                                                    | Mandats                                                 |
| ------------------------------------------------------- | ------------------------------------------------------- | ------------------------------------------------------- |
| 1919                                                    | 37,9 %                                                  | 163                                                     |
| 1920                                                    | 21,7 %                                                  | 102                                                     |
| mai 1924                                                | 20,5 %                                                  | 100                                                     |
| décembre 1924                                           | 26 %                                                    | 131                                                     |
| 1928                                                    | 29,8 %                                                  | 153                                                     |
| 1930                                                    | 24,5 %                                                  | 143                                                     |
| juillet 1932                                            | 21,6 %                                                  | 133                                                     |
| novembre 1932                                           | 20,4 %                                                  | 121                                                     |
| mars 1933                                               | 18,3 %                                                  | 120                                                     |

La progression de la gauche chez les ouvriers a pour conséquence que non seulement les déçus du MSPD, mais également les ouvriers jusqu'alors non militants, rejoignent l'USPD. Le nombre de ses adhérents passe ainsi de 300 000 en mars à 700 000 en novembre 1919. Cette progression ne doit cependant masquer les dissensions croissantes entre ses deux ailes.
Le MSPD est confronté avec le gouvernement à la question de la ratification du traité de Versailles. Scheidemann y est fermement opposé. Ne pouvant imposer ses vues, il décide de démissionner. Finalement, la majorité du groupe parlementaire vote pour la ratification par manque d'alternative. Cette décision est par la suite désignée par la droite par les termes : « crime de novembre ». Gustav Bauer succède à Scheidemann à la chancellerie. En mars, le Putsch de Kapp menace l'existence de la république. La grève générale qui suit, décidée par les syndicats, fait cependant échouer la tentative. L'espoir des syndicalistes de voir diriger un gouvernement ouvrier ne se réalise pas. Les socialistes les plus à gauche et les communistes décident de poursuivre l'insurrection dans la Ruhr. Le nouveau gouvernement, dirigé par Hermann Müller, utilise alors les forces au service de Kapp encore quelques jours avant pour mater cette révolte.
Le Putsch et les élections de juin 1920 créent une césure profonde. La phase révolutionnaire de la république est à sa fin. Le MSPD perd énormément de voix lors des élections : -16 % par rapport à 1919 soit 21,7 %, alors que l'USPD progresse et se place quasiment au même niveau avec 18,8 %. La social-démocratie bascule donc plus à gauche, tandis que les partis bourgeois basculent à droite. La coalition de Weimar perd la majorité, le SPD passe dans l'opposition. En outre, leur de l'assemblée générale de l'USPD, une majorité de ses membres décident de rejoindre l'internationale et de fusionner avec les communistes du KPD. La minorité reste dans un premier temps indépendante au sein de l'USPD, mais dans les années suivantes elle se disloque entre le MSPD et le KPD.

## La social-démocratie dans la république de Weimar
Le SPD ne prend part aux gouvernements de coalition que jusqu'en 1924, puis de 1928 à 1930 quand Hermann Müller retrouve la chancellerie. Elle est cantonnée à l'opposition le reste du temps.

### Développement du milieu socialiste
Après la Première Guerre mondiale, le nombre d'adhérents des organisations liées à la social-démocratie augmente significativement. Les socialistes et les communistes y restent souvent unis. Cependant, les autres activités proposées pour occuper son temps libre, telles que les cinémas, radios et associations sportives, affaiblissent les liens présents dans ces organisations. De nouvelles sont fondées, par exemple : l'Arbeiterwohlfahrt, les Jusos, la Jeunesse ouvrière socialiste (de) (SAJ), les amis des enfants, la fédération allemande des radios ouvrières, mais également des associations pour les enseignants, les juristes, les artisans, les végétariens… entre autres. Les anciennes organisations se développent également : l'association sportive des ouvriers passe ainsi de 120 000 à 570 000 membres. L'association des libres-penseurs voit son nombre d'adhérents grimper de 6 500 à 600 000. L'expansion est également géographique, le socialisme atteignant de nouvelles régions. Toutefois, la disparité ville/campagne et régions catholiques/régions protestantes persistent. La croissance du mouvement est également irrégulière. L'hyperinflation, qui dure jusqu'en 1926, pousse ces organisations dans la crise, mais elles en ressortent finalement renforcées. La crise économique mondiale cause un nouveau déclin. Les dernières années de la république voit le SPD et le KPD être de plus en plus en concurrence au sein des associations. Toutefois la démarcation avec les associations bourgeoises reste forte, la vision marxiste du monde domine les esprits. Il y a certes quelques tentatives pour ouvrir le milieu socialiste, mais elles restent rares et limitées. Au-delà des associations, durant la république les familles et le voisinage contribuent à propager le milieu socialiste. Le lien n'est cependant pas toujours très fort, on le remarque dans les fortes fluctuations de la vie associative avec le temps. De nombreux autres courants, à l'époque éloignés du milieu ouvrier traditionnel, se développent et ont par la suite une importance. Par exemple, les socialistes religieux.

### Politique locale
La scène politique de la république de Weimar n'est pas limitée à l'échelon fédéral : le SPD parvient à gagner certaines communes et joue un rôle politique au niveau des Länder. La fin du système des trois classes en Prusse et d'autres systèmes similaires dans les autres États fédérés, explique cette évolution.

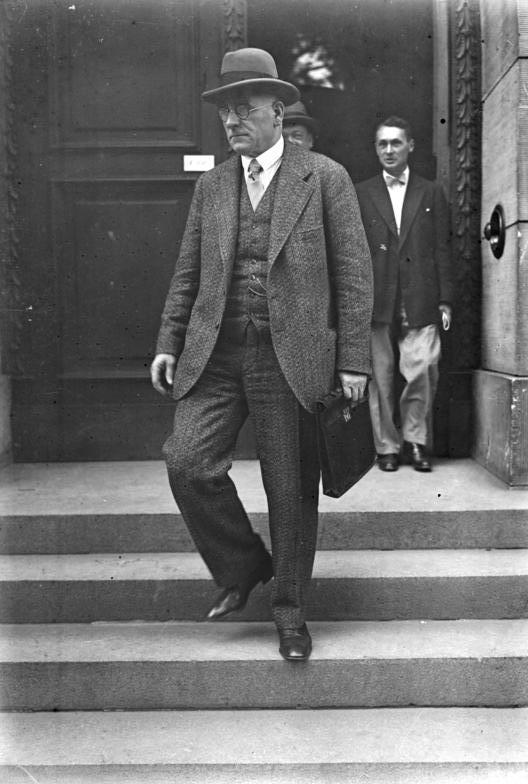
Otto Braun, en juillet 1930

En Prusse, de loin le plus grand Land, Otto Braun devient ministre-président à plusieurs reprises. Le SPD s'y affirme comme un parti de premier plan et participe de 1919 à 1932, avec quelques interruptions, au gouvernement de l'État. Carl Severing réforme la police et l'administration afin de rendre plus républicain l'ancien État monarchique et protéger ce bastion démocrate contre les assauts des extrémistes. Même si le système Braun-Severing montre ses limites, la Prusse en est profondément changée. Le Preußenschlag, et donc la prise de pouvoir des nazis, met fin à leur direction du Land.
Le SPD est également puissant en Saxe, où il a le plus important groupe parlementaire avec à chaque élection au moins 30 % des sièges. Au Wurtemberg, elle est certes bien représentée, avec l'un des deux plus grands groupes parlementaires, mais ne participe plus à partir de 1923 au gouvernement. Dans la République de Bade, le parti participe à une coalition de Weimar de 1918 à 1930 puis à une autre avec le Zentrum et le DVP jusqu'en 1932. Dans la Hesse, le parti dirige dans une coalition de Weimar de 1918 à 1933. En Bavière, il ne parvient cependant à se maintenir au pouvoir qu'entre novembre 1918 et mars 1920 dans diverses coalitions.

### 1921 - 1923
Dès 1921, le SPD retrouve le gouvernement dans la coalition dirigée par le chancelier Joseph Wirth, qui est membre du Zentrum. La même année, un nouveau programme est voté lors de l'assemblée générale qui se tient à Görlitz : « Il (le parti) reconnait la république démocratique comme la forme de l'État irrévocable résultante du développement historique, chaque attaque la visant est un attentat aux droits des peuples ». Le programme contient encore des éléments marxistes, comme la lutte des classes, mais est plus révisionniste que le programme d'Erfurt. Il marque également un tournant pour le parti, qui pour la première fois ne se désigne pas seulement comme un parti pour les ouvriers de l'industrie, mais comme une sorte de parti populaire : « Parti des peuples travaillant en ville ou à la campagne,, ».
| Gouvernement contenant des sociaux-démocrates entre 1918 et 1933 | Gouvernement contenant des sociaux-démocrates entre 1918 et 1933 | Gouvernement contenant des sociaux-démocrates entre 1918 et 1933 | Gouvernement contenant des sociaux-démocrates entre 1918 et 1933 |
| Période                                                          | Type de participation                                            | Gouvernement                                                     | Durée                                                            |
| ---------------------------------------------------------------- | ---------------------------------------------------------------- | ---------------------------------------------------------------- | ---------------------------------------------------------------- |
| 03.10.1918–09.11.1918                                            | Participation                                                    | gouvernement Max de Bade                                         | 1 mois                                                           |
| 10.11.1918–13.02.1919                                            | Direction                                                        | Conseil des commissaires du peuple                               | 3 mois                                                           |
| 13.02.1919–20.06.1919                                            | Direction                                                        | gouvernement Scheidemann                                         | 4 mois                                                           |
| 21.06.1919–27.03.1920                                            | Direction                                                        | gouvernement Bauer                                               | 9 mois                                                           |
| 27.03.1920–21.06.1920                                            | Direction                                                        | gouvernement Müller I                                            | 2 mois                                                           |
| 10.05.1921–22.10.1921                                            | Participation                                                    | gouvernement Wirth I                                             | 5 mois                                                           |
| 26.10.1921–14.11.1922                                            | Participation                                                    | gouvernement Wirth II                                            | 1 an                                                             |
| 13.08.1923–04.10.1923                                            | Participation                                                    | gouvernement Stresemann I                                        | 1 mois                                                           |
| 06.10.1923–23.11.1923                                            | Participation                                                    | gouvernement Stresemann II                                       | 1 mois                                                           |
| 28.06.1928–27.03.1930                                            | Direction                                                        | gouvernement Müller II                                           | 1 an et demi                                                     |

Les espoirs du parti d'élargir sa base électorale ne sont pas irréalistes : immédiatement après la guerre, il parvient en effet à attirer un nombre significatif de paysans de l'est de l'Allemagne, ainsi que des petits et moyens fonctionnaires et employés. Cependant, à moyen terme, ces groupes ne parviennent pas à se lier au reste du parti, qui reste de fait un parti ouvrier classique. Par ailleurs, en 1922 les membres de l'USPD qui n'ont pas rejoint le KPD retournent dans le SPD, la tendance populaire-révisionniste du parti devient alors minoritaire dans le parti tandis que l'aile gauche se trouve renforcée. Cela freine également la bonne intégration des groupes suscités. La fusion permet au SPD de se renforcer, il compte à ce moment-là 1,2 million d'adhérents et 36 % des sièges au Reichstag. Les assassinats politiques de Matthias Erzberger et de Walther Rathenau par un groupe d'extrême droite en 1922, resserrent les rangs des partis démocrates avant que l'État ne retombe dans une crise existentielle en 1923. L'occupation de la Ruhr suscite des protestations de tous les bords politiques. Le coût de la résistance passive décrétée au départ par le gouvernement est une des causes de l'hyperinflation qui suit et qui fait perdre finalement toute valeur à la monnaie allemande. Après avoir passé une courte période dans l'opposition, le SPD revient au gouvernement dans une coalition dirigée par Gustav Stresemann. La direction du parti est de l'avis que la crise ne peut être surmontée qu'avec une alliance aussi large que possible. Le gouvernement fait ensuite preuve de différence de traitement selon les situations : alors qu'il intervient militairement en Saxe quand une coalition de sociaux-démocrates et de communistes accède au gouvernement, la prise de pouvoir en Bavière d'anti-républicains est acceptée. Le SPD décide en conséquence de se retirer du gouvernement.
La mise en péril de la république par la droite conduit en 1924 à la fondation de la Reichsbanner Schwarz-Rot-Gold pour la défendre. Bien que l'organisation n'est pas associée officiellement à un parti politique, la grande majorité de ses membres sont proches du SPD.
La politique de stabilisation, partiellement votée par le SPD, comprend une baisse importante des salaires et des mesures devant éviter une révolution comme la mise en place de journées de 8 heures et la fin de l'institution centrale du travail où les syndicats et les entrepreneurs prenaient les décisions. Le SPD est considéré par les électeurs comme responsable de la misère sociale et de l'inflation de ces premières années d'existence de la république. Les ouvriers se tournent massivement vers le KPD. Alors qu'en 1920, le MSPD et l'USPD recueillaient ensemble 40 % des suffrages, en mai 1924 ce score descend à 20,5 %. Le KPD progresse de 2,1 % à 12,6 %. Le fait que la situation explique ces résultats est confirmé par les élections de décembre où le score du SPD remonte alors que celui du KPD redescend. Tous ensemble les partis ouvriers ont perdu des électeurs, en 1919 leurs suffrages cumulés donnaient 45,5 %, en décembre 1924 seulement 34,9 %.

### La social-démocratie dans la république
Le SPD n'est plus indispensable pour constituer un gouvernement, les coalitions Zentrum associées à d'autres partis bourgeois dominent alors l'échiquier politique qui a beaucoup changé depuis le tournant des élections présidentielles de 1925 qui ont suivi le décès de Friedrich Ebert. Au premier tour, 29 % des électeurs ont apporté leur voix au candidat social-démocrate Otto Braun, cela ne suffit toutefois pas à élire au second tour Wilhelm Marx, pour lequel le parti a donné sa consigne de vote. Le maréchal Paul von Hindenburg remporte donc l'élection.

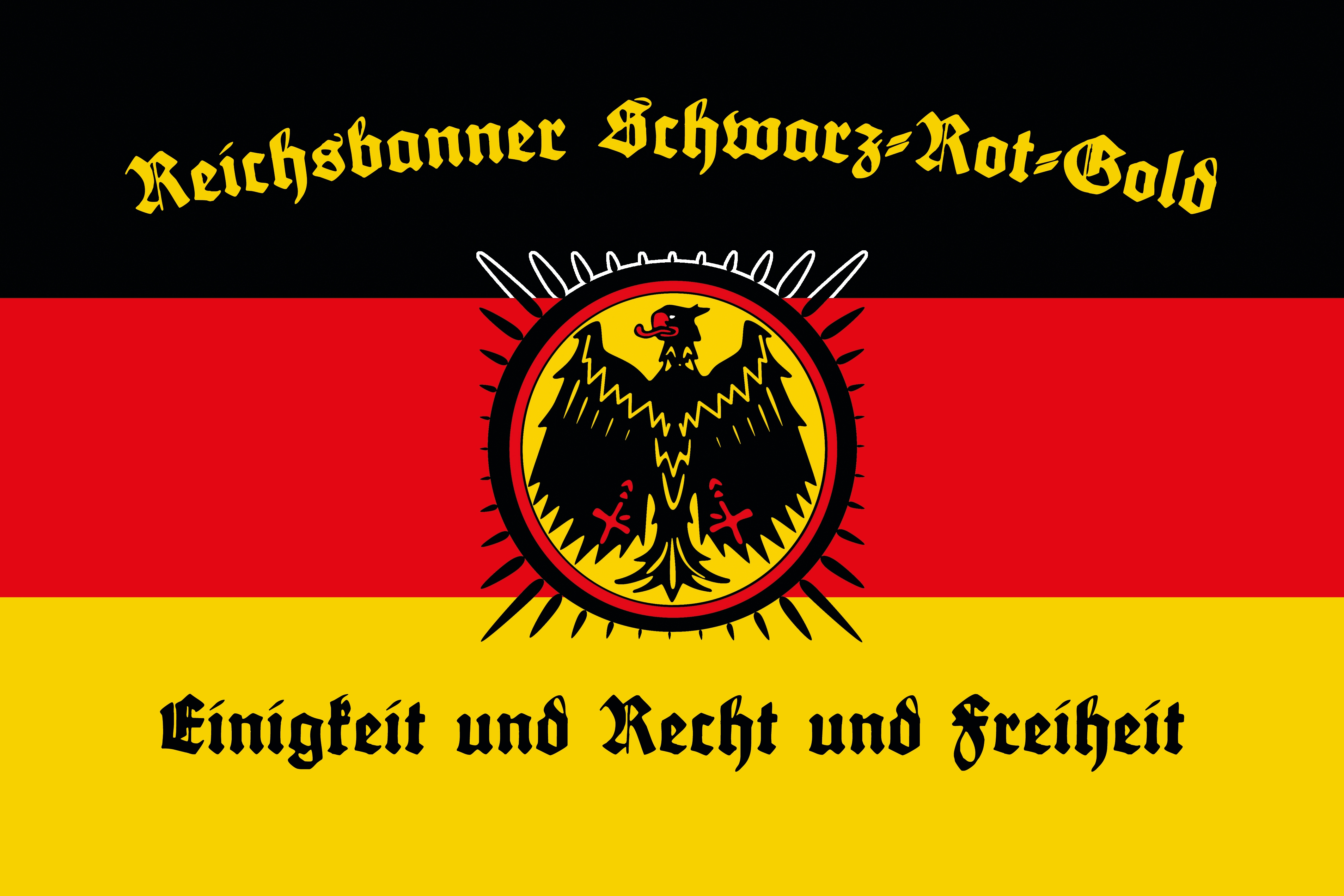
Drapeau Reichsbanner Schwarz-Rot-Gold (2013)

Le fait que le parti ne prenne plus part au gouvernement, mais également la fusion avec l'USPD, redonnent au parti son rôle traditionnel de lieu d'expression de la solidarité entre ouvriers industriels. Le programme de Heidelberg de 1925 reflète ce retour aux sources, même s'il reste fidèle dans ses grandes lignes au programme d'Erfurt et à ses prises de position marxistes. La formulation y est la suivante : « La transformation de la production capitaliste en production socialiste, pour et par la société, aura pour effet que l'amélioration et l'augmentation de la force de production deviendra une source de plus grand confort et d'épanouissement pour tous. Alors seulement, la société va sortir de l'asservissement des forces économiques aveugles, alors seulement l'individualisme laissera la place à une solidarité harmonieuse, dans laquelle chacun a le droit à l'autodétermination, ».
Sur le plan de la politique internationale, le parti prône la création d'« États-Unis d'Europe » et l'unité économique sur le continent. Il se replie sur sa base électorale traditionnelle que sont les ouvriers industriels. Les raisons idéologiques n'expliquent pas vraiment ce choix, les paysans, salariés et fonctionnaires qui avaient voté pour le parti après la révolution ne s'y sont pas liés. Il tire donc plutôt les conséquences de son échec. La fondation de l'Ancien parti social-démocrate d'Allemagne (ASPS puis ASPD) en mars 1926 par 23 députés régionaux saxons exclus du parti qui faisaient partie de l'aile droite, n'entraîne pas d'affaiblissement du SPD en dehors de Saxe.
Même si le référendum sur la dépossession des princes est proposé en 1926 par le KPD, le SPD s'implique fortement dans la campagne. Pour la Gauche, cette action est un grand succès. 14,5 millions d'électeurs votent "oui", soit 4 de plus que d'électeurs SPD et KPD aux dernières élections législatives. Le retour du SPD au premier plan est confirmé aux élections de 1928, où il obtient un score de 30 %. Ce succès est dû à son progrès parmi les classes ouvrières catholiques, traditionnellement électeurs du Zentrum. Hermann Müller devient chancelier et forme un gouvernement de grande coalition. Cette alliance est par nature très instable, tant les conceptions sociales et économiques différent entre d'un côté le SPD qui défend les ouvriers et de l'autre le DVP qui représente les intérêts industriels. Le Zentrum, qui s'est réorienté à droite après les élections, est également un partenaire difficile. Enfin, au sein même du SPD, nombreux s'opposent à cette coalition n'étant pas prêts aux compromis nécessaires. La décision quant à la construction du croiseur lourd Deutschland sert de test pour la coalition. Alors que le SPD a fait campagne contre, l'aile droite du parti se voit contrainte pour diverses raisons de donner son aval ce qui crée du remous en interne. C'est cependant la grève de l'acier dans la Ruhr qui crée de graves dissensions dans la coalition. Le KPD, qui est alors extrêmement à gauche, traite le SPD de « social-faciste » : les communistes se séparent toujours plus des socialistes dans les associations et créent leurs propres organisations. En 1929, le parti communiste ressort également renforcé de l'écrasement d'une manifestation interdite en mai par le chef de la police berlinoise Karl Zörgiebel pourtant membre SPD. Les discordes entre le SPD et DVP sur la question de l'assurance chômage mettent fin à la coalition en mars 1930.

### Le SPD sur la défensive

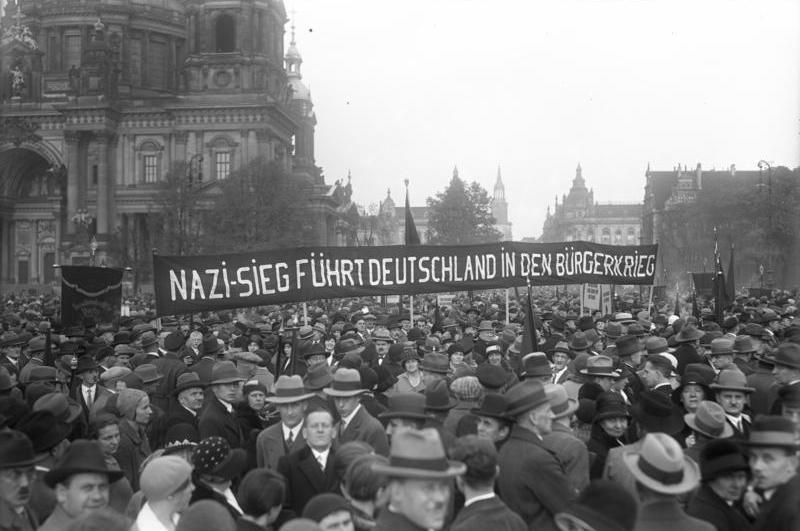
Manifestation du SPD contre le fascisme dans le Lustgarten de Berlin en 1930

La fin du gouvernement Müller est synonyme de fin du régime parlementaire. Son successeur Heinrich Brüning s'appuie déjà sur l'autorité du président fédéral et sur l'article 48 de la constitution, l'état d'urgence, pour gouverner.
La crise mondiale, qui s'étend sur des années contrairement par exemple à celle de 1925, joue un grand rôle dans la fin de la république. Elle provoque en effet une forte montée du chômage et une paupérisation importante. La politique de déflation menée par Brüning, combinée à des plans de rigueur importants, est soutenue pour l'essentiel par le SPD, même si ce dernier réclame une répartition plus juste des efforts. La dissolution du parlement et les nouvelles élections affaiblissent les partis modérés : les sociaux-démocrates perdent plus de 15 % de leurs voix. Le NSDAP, qui n'était jusqu'alors qu'un parti marginal, récolte 18 % des suffrages ce qui en fait la seconde force politique.
Dans les années qui suivent, le SPD est de plus en plus acculé. Il ne s'oppose pas vraiment au cabinet présidentiel de Brüning, on parle d'« opposition constructive ». Le parti espère ainsi rapprocher le NSDAP de Brüning et le faire gouverner en désaccord avec la constitution. Cette politique de compromis n'est ni attractive pour les militants, ni pour les potentiels électeurs du parti. La misère pousse les jeunes électeurs à se tourner vers le KPD voire vers le NSDAP.
Dans tous les cas, à partir de 1931, le SPD tente avec les syndicats libres, la Reichsbanner Schwarz-Rot-Gold et l'Eiserne Front de former un rempart contre les organisations paramilitaires que sont les SA et le Roter Frontkämpferbund du KPD. Toutefois, les premières ne parviennent pas à peser sur le cours des événements qui suivent.

### Critiques internes et nouvelle organisation
Les militants et les sympathisants de gauche critiquent ouvertement la direction du parti. Des voix s'élèvent également pour réclamer la formation d'un front marxiste uni constitué du SPD et du KPD.
La grande coalition avait déjà en son temps provoqué de vives réactions dans l'aile gauche du parti. La politique de tolérance vis-à-vis du gouvernement présidentiel de Brüning renforce encore ces critiques. Finalement, les meneurs de l'aile gauche Max Seydewitz et Kurt Rosenfeld sont exclus du parti. Avec d'autres dissidents ils forment le Parti socialiste ouvrier (SAP; parfois aussi nommé SAPD) auquel les tout derniers restes de l'USPD dirigé par Theodor Liebknecht viennent se joindre. L'objectif du SAP est de former une organisation révolutionnaire unie sur le plan national et international. Le nouveau parti se démarque clairement du SPD et du KPD. Il a ses bastions à Leipzig, Dresde et Breslau. Il obtient le soutien d'intellectuels comme Albert Einstein ou Lion Feuchtwanger. Le SAP reçoit également de nombreux membres des jeunes socialistes, comme Herbert Frahm, futur Willy Brandt. Enfin il attire, en plus de l'USPD, les électeurs du Parti communiste d'Allemagne - opposition (KPO). Cependant, il ne parvient ni à séduire l'ensemble de l'aile gauche du SPD, ni à gagner une influence électorale importante : aux élections de juillet 1932 il n'obtient en effet que 0,2 % des voix.
En interne, la politique du parti est critiquée par les « nouveaux justes », qui sont principalement de jeunes fonctionnaires et députés comme Carlo Mierendorff, Julius Leber, Theodor Haubach ou Kurt Schumacher. Ils réclament que le parti exerce son influence en dehors du parlement pour redevenir une véritable force politique. En d'autres termes, le parti doit selon eux sortir de sa posture défensive et répandre la vision socialiste de l'État, l'économie et la société. La direction y voit une attaque contre la ligne établie de longue date du parti et un excès de jeunesse. Ces critiques restent principalement sans effet.

### La social-démocratie au crépuscule de la république
Les élections présidentielle de 1932 montrent toute la portée de la politique de non opposition du SPD. Il ne propose dès le départ pas de candidat de peur d'aider l'élection d'Adolf Hitler, il supporte donc le président sortant : Hindenburg. Après la réélection de ce dernier le très conservateur Franz von Papen accède à la chancellerie ce qui ne laisse pas espérer un retour du régime parlementaire. Il s'attache bien plus à faire perdre au SPD ses dernières postes politiques d'importance. En 1930, le DNVP et le KPD présentent une motion de censure au parlement prussien, puis, en 1931, les casques de fer tentent avec le soutien de NSDAP, du NDVP, du DVP et du KPD de provoquer un soulèvement populaire afin de renverser le gouvernement prussien. Les élections régionales en Prusse du 24 avril 1932 voit la coalition d'Otto Braun perdre sa majorité. Il garde sa fonction mais traite seulement les affaires courantes. Von Papen exploite la situation le 20 juillet pour provoquer le Preußenschlag : le gouvernement tombe et Von Papen se fait nommer commissaire d'État de Prusse. Le déclenchement d'une grève générale comme en 1920, n'est pas d'actualité à cause du fort chômage. Si une partie des forces de défense de la république se montre prête à lutter contre le Preußenschlag, au moyen de la violence au besoin, la direction du parti refuse de franchir le pas.
Le grand état de pauvreté de la population combiné à l'indécision du parti lui font perdre encore de nombreuses voix aux élections de 1932. En juillet, il récolte 21 % des voix, soit bien moins que le NSDAP. En novembre, le NSDAP a certes perdu des voix, mais le SPD également, le parti faisant une progression étant le KPD avec 17 % des voix juste derrière les sociaux-démocrates.
Dans les mois qui suivent, le SPD reste fermement attaché à sa volonté de poursuivre sur la voie légale. L'arrivée au pouvoir d'Hitler le 30 janvier 1933 ne fait pas évoluer cette prise de position, le nouveau chancelier continue d'être sous-estimé par la direction du SPD. Le fait que le gouvernement ne compte pas respecter la constitution apparait au grand jour après l'incendie du Reichstag fin février quand il décide de retirer de nombreuses libertés fondamentales. Les élections de mars 1933 ne sont d'ailleurs plus totalement libres. Toutefois, malgré les pressions exercées sur les électeurs, le SPD et le Zentrum conservent leur base électorale respective. La coalition formée par le NSDAP et le DNVP dispose certes de la majorité absolue, le gouvernement a besoin d'une majorité de 2 tiers afin de réaliser ses plans de faire tomber de manière légale la démocratie. Pour diverses raisons, les nazis parviennent à convaincre le Zentrum et le reste des partis bourgeois à voter en faveur de la loi des pleins pouvoirs. Seul le SPD vote contre le 23 mars 1933, les députés communistes ayant déjà été soit emprisonnés, soit interdits d'hémicycle et ne sont donc pas considérés dans le calcul des 2 tiers.
Otto Wels, qui dirige le groupe parlementaire, prononce le discours suivant, qui reste dans l'histoire :
« On peut nous prendre la liberté et la vie, mais pas l'honneur. (...) Nous, les sociaux-démocrates allemands, en cette heure historique, nous revendiquons solennellement les principes fondamentaux de l'humanité, de la justice, de la liberté et du socialisme. Aucune loi de pleins pouvoirs ne donne la possibilité de détruire les idées éternelles. (...) la loi antisocialiste n'a pas anéanti la social-démocratie. Elle peut puiser de nouveau des forces de prochaines persécutions. Nous saluons les persécutés et les opprimés. Nous saluons nos amis dans l'Empire. Votre fermeté et fidélité méritent l'admiration. Votre courage, votre confiance inébranlable garantissent un avenir meilleur,. »

## Émigration et persécutions pendant la période nazie

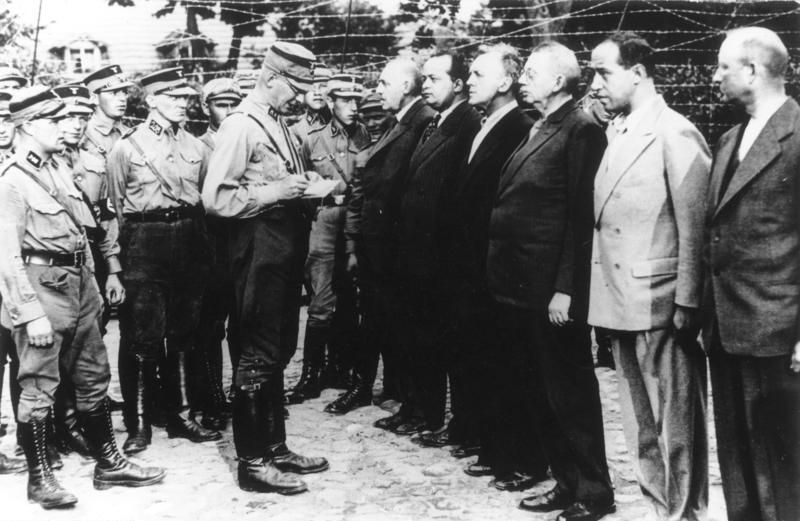
Des SA devant des membres prisonniers du SPD en août 1933 au Camp de concentration d'Oranienburg, de gauche à droite : Ernst Heilmann, Friedrich Ebert junior, Alfred Braun, Heinrich Giesecke, Hans Flesch et Kurt Magnus.

La plus grosse partie de la direction émigre. Une autre partie reste afin de maintenir l'existence du parti. Ils espèrent des poursuites modérées comme lors des lois antisocialistes et pensent pouvoir tenir en faisant quelques concessions au régime comme la sortie de la seconde internationale. Les syndicats libres vont encore plus loin, en prenant distance officiellement du SPD et en participant au 1er mai nazi en 1933. Le lendemain, leurs locaux sont occupés, les organisations dissoutes. Le reste du groupe parlementaire SPD n'est pas non plus remercié pour avoir voté la résolution de paix du 17 mai et est interdit le 22 juin. Les jours suivants, tous les autres partis politiques annoncent leur dissolution, le dernier à le faire étant le Zentrum le 5 juillet, anticipant ainsi la loi votée le 14 juillet interdisant la formation de nouveau parti politique et officialisant donc le parti unique. Pour les socialistes et les communistes vient s'ajouter une loi les dépossédant de leurs biens. Le même jour, une loi sur l'attribution de la nationalité allemande pose les bases pour retirer aux exilés leur statut de citoyen allemand. Le 7 juillet, un décret émanent du ministre de l'intérieur Wilhelm Frick retire à de nombreux députés sociaux-démocrates leur mandat, que ce soit au Reichstag ou dans les différents parlements régionaux et conseils municipaux.
Certains membres du parti sont déjà emprisonnés à ce moment-là. Certains meurent dans les camps de concentration et dans les prisons. Le milieu social-démocrate tente de préserver ses liens en fondant des associations de façade comme celle de chant. La plupart des membres ne participent cependant pas à des actions de résistance par peur pour leur famille. Les exceptions sont les groupes de Theodor Haubach et Karl Heinrich à Berlin et de Walter Schmedemann à Hambourg qui recrutent principalement parmi les anciens membres de la Reichsbanner Schwarz-Rot-Gold. Souvent ce ne sont pas les organisations du SPD elles-mêmes qui forment les groupes de résistance mais des sections jeunes des Reichsbanner ou des groupes SAJ (de) dans lesquelles se concentrent les activistes.
Quelques groupes de l'aile gauche des socialistes prennent une grande part dans la résistance, sans comparaison avec leur importance pendant la république, comme le nouveau début, les socialistes révolutionnaires d'Allemagne, le front socialiste, les troupes d'assaut rouge et ligue de combat internationale socialiste (ISK) qui se tiennent à bonne distance de la direction du SPD, qui se trouve en exil et est dénommée SoPaDe. L'ISK ne se considère pas comme marxiste, elle suit en effet la pensée du philosophe Leonard Nelson. Il faut noter que nombreux sont ses membres à prendre une grande importance dans le SPD après la guerre : par exemple Willy Brandt, Fritz Erler, Willi Eichler ou Erwin Schoettle.
Le SoPaDe édite un journal : le Deutschland-Berichte der Sopade qui rapporte de manière relativement fiable la situation en Allemagne à l'époque. Il quitte la voie légale pour s'orienter plus à gauche comme l'atteste le Manifeste de Prague (de) rédigé par Rudolf Hilferding. Le SPD souhaite l'union avec les autres partis de gauches, à l'exception du KPD. Ce n'est que lorsque le Komintern publie sa critique du fascisme en 1935, qu'une collaboration devient possible entre tous les partis de gauche. La méfiance règne cependant. Quand l'Allemagne envahit la Tchécoslovaquie, le SoPaDe fuit à Paris, puis 2 ans plus tard à Londres. Là, le SoPaDe, le SAP, l'ISK, le nouveau début fusionnent pour devenir l'union des organisations socialistes allemandes en Grande-Bretagne. Cela contribue considérablement à surmonter la division du mouvement ouvrier socialiste. Dans les autres pays également, les exilés tentent de s'organiser, ainsi aux États-Unis naît la délégation allemande travailleuse. Elle permet d'éviter l'emprisonnement à de nombreux sociaux-démocrates en France après l'invasion allemande.
Des membres isolés du SPD, comme Julius Leber, Adolf Reichwein ou Wilhelm Leuschner, participent à l'organisation du complot du 20 juillet 1944 ou au cercle de Kreisau. Après l'échec de l'attentat, de nombreux anciens membres du parti sont emprisonnés dans le cadre de l'Aktion Gitter.

## Le SPD pendant l'occupation de l'Allemagne 1945-1949

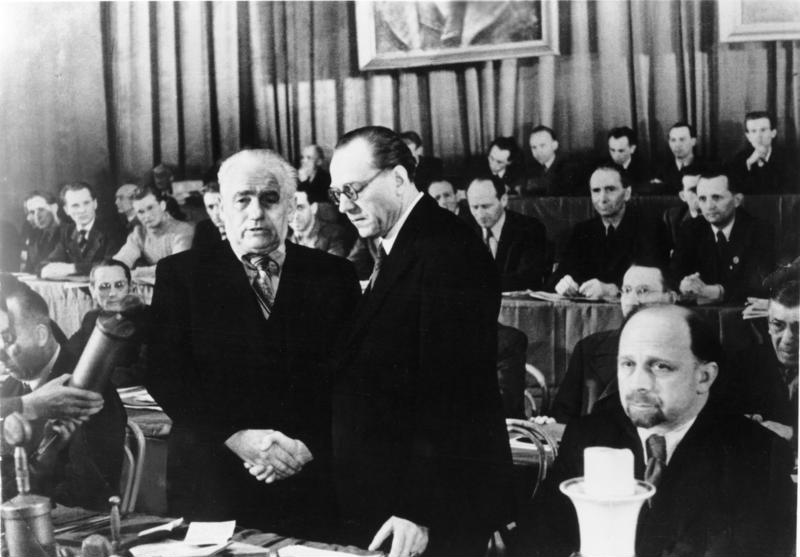
Fusion forcée du SPD avec le KPD à l'Admiralspalast de Berlin le 21 avril 1946, ici la poignée de main entre Otto Grotewohl et Wilhelm Pieck

Immédiatement après la fin de la guerre, le SPD renaît lentement, tout d'abord sur le plan local avec des initiatives disparates. Il rappelle le fait qu'il est le seul parti à ne s'être associé d'aucune manière aux nazis et à l'échec de la république de Weimar, et réclame donc le rôle de meneur pour la reconstruction du pays. La réorganisation du parti se fait très rapidement. Fin 1946, le SPD compte déjà 700 000 membres dans le seul Berlin-ouest soit plus qu'en 1931. Le parti est alors un mélange entre les anciens éléments et de nouveaux. Si les fonctionnaires de la république de Weimar prennent une grande part à cette renaissance, le fait que les associations liées aux sociaux-démocrates ne renaissent pas montre que l'ancien milieu ouvrier est affaibli.
Deux centres sociaux-démocrates concurrents se dégagent sur le plan national : d'un côté le 15 juin 1945 Otto Grotewohl, soutenu par Gustav Dahrendorf (en) et Max Fechner, forme à Berlin un comité central du SPD qui revendique donc la direction du parti, de l'autre à Hanovre, Kurt Schumacher forme le bureau éponyme afin de reformer le parti dans les trois zones de l'ouest. Rapidement, les membres du SAP et de l'ISK de retour d'exil se rallient à l'ouest à ce bureau. Par exemple Fritz Erler, Willy Brandt ou Heinz Kühn, Willi Eichler des socialistes éthiques ou Herbert Wehner qui est un ancien communiste. D'autres personnalités membres de partis bourgeois auparavant rejoignent également le parti comme Carlo Schmid, Karl Schiller ou Heinrich Albertz.
La conférence de Wennigsen du 5 au 8 octobre 1945 a une grande importance pour la suite. Schumacher y décide que le comité central n'est responsable que de la zone d'occupation soviétique et que ce dernier le nomme comme mandataire pour les trois zones occidentales. La raison de cette décision est la méfiance de Schumacher envers les forces d'occupation soviétiques qui exercent une forte influence sur le comité central. Le Sopade, mené par Erich Ollenhauer, légitime partiellement cette décision.
Les membres du KPD et du SPD subissent une forte pression extérieure afin qu'ils surmontent leur division et réunifient ainsi le mouvement ouvrier marxiste. Schumacher souhaite également l'unité, mais refuse catégoriquement une collaboration avec le KPD, qu'il refuse de considérer comme un parti allemand et qualifie de parti d'État dirigé depuis l'Union soviétique. L'aile ouest du parti rejette par la même occasion la proposition d'Otto Grotewohl d'organiser une assemblée générale commune afin de décider de réunification. Schumacher déclare également que la réunion du parti n'est possible qu'à partir du moment où un gouvernement national est formé. Finalement une enquête sur la question est réalisée à Berlin ouest après l'intervention de l'administration militaire soviétique (SMAD). 82 % des membres du parti sondés rejettent la fusion, toutefois 62 % sont favorables à une alliance entre eux.
Le 21 avril 1946, dans l'Admiralspalast de Berlin, la fusion du SPD et du KPD est décidée pour les secteurs soviétiques. Le nouveau parti est dénommé SED. À cause des pressions exercées sur les membres du SPD en faveur de cette fusion, on parle en Allemagne de l'Ouest de fusion forcée.
Cet événement confirme la validité de la politique de stricte délimitation entre les deux partis menée par Schumacher. Du 9 au 11 mai 1946, une assemblée générale du parti est organisée dans les bâtiments d'Hanomag pour les zones occidentales. En réaction à la formation du SED, l'ouest fonde son propre parti dénommé SPD. Schumacher en est élu président par 244 voix sur 245. La phase de renaissance du parti après la guerre se conclut alors.
Les premières élections régionales sont décevantes pour le SPD. Les nouveaux partis que sont la CDU et la CSU recueillent à eux deux plus de suffrages que le SPD, avec 37 % contre 35 %. Le KPD avec 9 % des voix dispose toujours d'une certaine force politique. Néanmoins, les résultats restent meilleurs que lors des élections législatives de 1928. Cela reste cependant insuffisant pour que le parti impose une socialisation de l'économie. Le SPD à travers l'économiste marxiste Viktor Agartz est certes responsable de l'économie dans la bizone, mais en 1947 lors de la création du conseil économique de la Bizone il est remplacé par Ludwig Erhard. Cela n'empêche pas les membres du SPD que sont Carlo Schmid et Walter Menzel de prendre une part importante à la rédaction de la constitution fédérale.

## Social-démocratie en RDA
Après la fusion forcée du KPD et SPD, les sociaux-démocrates perdent rapidement de leur influence. Les critiqueurs sont exclus du parti ou emprisonnés. Certains sont victimes des épurations staliniennes. La situation à Berlin est un peu particulière à cause de la division de la ville en deux. Le SPD y a une existence légale dans 8 districts de l'est, même s'il n'a aucun pouvoir réel. La construction du mur en 1961 est suivie de la dissolution de ces organisations, leurs membres ne sont plus liés au parti. Par la suite, le SPD compte 5 000 membres à l'est. Les poursuites poussent ces derniers à reconsidérer leurs prises de positions politiques. Beaucoup fuient à l'ouest, d'autres restent et, comme pendant la guerre, tentent de rester en contact entre eux. Ils partagent l'espoir de parvenir à imposer la vision social-démocratique au sein du SED. La transformation de ce dernier en parti unique va clairement à l'encontre de leur plan. À partir de 1946, le SPD met en place un secrétariat et bureau de l'est afin d'aider les fuyards, de maintenir des contacts en RDA et de rassembler des informations. La construction du mur fait perdre au bureau de son importance, il est finalement dissous en 1966. En RDA, les membres du SPD sont pour la plupart emprisonnés avant d'être relâchés au milieu des années 1950. Entre cette période et la nouvelle fondation en 1989, il n'y a quasiment aucun élément de continuité.

## La social-démocratie en RFA

### La stagnation dans les années 1950
Lors des premières élections fédérales de 1949 le SPD obtient 29,2 % des voix, légèrement derrière l'union CDU/CSU menée par Konrad Adenauer. Cette dernière forme une coalition avec le FDP et le Parti allemand (DP). Le SPD se trouve donc dans l'opposition.
| Résultats aux élections fédérales | Résultats aux élections fédérales | Résultats aux élections fédérales | Résultats aux élections fédérales |
| Année                             | Voix                              | Mandats                           | Candidat à la chancellerie        |
| --------------------------------- | --------------------------------- | --------------------------------- | --------------------------------- |
| 1949                              | 29,2 %                            | 131                               | Kurt Schumacher                   |
| 1953                              | 28,8 %                            | 151                               | Erich Ollenhauer                  |
| 1957                              | 31,8 %                            | 169                               | Erich Ollenhauer                  |
| 1961                              | 36,2 %                            | 190                               | Willy Brandt                      |
| 1965                              | 39,3 %                            | 202                               | Willy Brandt                      |
| 1969                              | 42,7 %                            | 224                               | Willy Brandt *                    |
| 1972                              | 45,8 %                            | 230                               | Willy Brandt *                    |
| 1976                              | 42,6 %                            | 214                               | Helmut Schmidt *                  |
| 1980                              | 42,9 %                            | 218                               | Helmut Schmidt *                  |
| 1983                              | 38,2 %                            | 193                               | Hans-Jochen Vogel                 |
| 1987                              | 37,0 %                            | 186                               | Johannes Rau                      |
| 1990                              | 33,5 %                            | 239                               | Oskar Lafontaine                  |
| 1994                              | 36,4 %                            | 252                               | Rudolf Scharping                  |
| 1998                              | 40,9 %                            | 298                               | Gerhard Schröder *                |
| 2002                              | 38,5 %                            | 251                               | Gerhard Schröder *                |
| 2005                              | 34,2 %                            | 222                               | Gerhard Schröder                  |
| 2009                              | 23,0 %                            | 146                               | Frank-Walter Steinmeier           |
| 2013                              | 25,7 %                            | 193                               | Peer Steinbrück                   |
| 2017                              | 20,5 %                            | 153                               | Martin Schulz                     |
| * Accède à la chancellerie        |                                   |                                   |                                   |

La position du SPD dans la jeune république est inconfortable. Entre 1948 et 1954, le parti perd 300 000 membres. Les jeunes surtout quittent le parti par déception, ce qui conduit à un vieillissement de ses rangs. Les élections des années 1950 démontrent que le parti n'est pas parvenu à élargir sa base électorale. Il reste principalement un parti ouvrier, sa pénétration dans la classe ouvrière catholique reste limitée. Des problèmes financiers s'ajoutent à ces derniers.
Encore très marxiste, le SPD se montre extrêmement critique vis-à-vis de la politique d'économie sociale de marché du gouvernement. Leur volonté de socialiser l'économique semble cependant ne plus être capable de rassembler une majorité des électeurs alors que le miracle économique allemand bat son plein. Alors qu'Adenauer promeut une politique d'ancrage à l'ouest, le SPD privilégie la réunification. Le parti pense que l'Allemagne peut rester neutre, et s'oppose fermement au réarmement du pays. Cette orientation politique n'est pas très attractive alors que la guerre froide débute. Les élections de 1953 le confirment : Erich Ollenhauer, président du parti depuis la mort de Kurt Schumacher, est le candidat SPD à la chancellerie et ne recueille que 28,8 % des voix, contre 45,2 % pour l'union. Les électeurs ont donc clairement soutenu la politique menée par Adenauer et mis en avant l'intégration au bloc de l'ouest et l'économie de marché par rapport à l'unité nationale.
Le début des années 1950 est riche en changements. Les anciens rebelles de l'aile gauche et les meneurs des partis socialistes dissidents gagnent de l'influence dans le parti. Le plan d'action de Dortmund de 1952 propose de faire évoluer progressivement le parti d'un parti ouvrier vers un parti populaire. Sur le plan économique ces changements se traduisent par la formule : « Concurrence aussi loin que possible, planification aussi loin que nécessaire, ».
La défaite de 1953 a également pour conséquence que le SPD ne dispose plus d'une minorité de blocage au parlement. Il ne peut donc pas s'opposer au réarmement. En janvier 1954, une alliance extra-parlementaire est formée dans l'église Saint-Paul de Francfort entre le SPD, le DGB et le parti populaire pan-allemand (GVP) de Gustav Heinemann. Des groupes chrétiens et des intellectuels se rallient également au mouvement. Cette alliance n'a quasiment aucun effet sur les scores électoraux, mais permet au parti de gagner la confiance des minorités critiques. Ainsi Heinemann, Johannes Rau et Erhard Eppler se rattachent à la social-démocratie.
En 1956, le SPD semble idéalement placé pour arriver au pouvoir. En effet, en Rhénanie-du-Nord-Westphalie le FDP conclut pour la première fois une alliance avec le SPD, alors que les sondages donnent le SPD devant la CDU en cas d'élection. Cependant, l'écrasement militaire de l'insurrection de Budapest et la réforme des retraites de 1957 conduisent à un revirement d'opinion. L'union gagne les élections avec la majorité absolue pour la première fois (50,2 %). Le SPD gagne certes des électeurs avec 31,8 %, mais cette progression est surtout due à l'interdiction du KPD et au retrait du GVP des élections.

### Le tournant de Bad Godesberg en 1959
La défaite de 1957 conduit à une profonde remise en question de la politique du SPD. Erich Ollenhauer reste certes à la tête du parti, mais il est entouré de Herbert Wehner, Fritz Erler et Carlo Schmid qui n'ont pas pris part aux affaires lors de la république de Weimar. L'opinion publique est fortement réceptive aux idées du parti, lors du débat sur l'armement nucléaire de l'armée allemande auquel s'opposent les sociaux-démocrates. Le plan Allemagne rédigé principalement par Herbert Wehner, qui donne des pistes pour la réunification, est très influencé par ce débat, quand il réclame la création d'une zone sans arme atomique en Europe.
| Programme du parti social-démocrate | Programme du parti social-démocrate | Programme du parti social-démocrate                  |
| Année                               | Nom du programme                    | Commentaire                                          |
| ----------------------------------- | ----------------------------------- | ---------------------------------------------------- |
| 1869                                | Programme d'Eisenach                | Principes fondateurs du SDAP                         |
| 1875                                | Programme de Gotha                  | Fusion du SDAP avec l'ADAV                           |
| 1891                                | Programme d'Erfurt                  | Programme d'inspiration marxiste                     |
| 1921                                | Programme de Görlitz                | Programme à l'accent fortement révisionniste du MSPD |
| 1925                                | Programme d'Heidelberg              | Appelle à la formation des États-Unis d'Europe       |
| 1959                                | Programme de Godesberg              | Le parti devient populaire                           |
| 1989                                | Programme de Berlin                 |                                                      |
| 2007                                | Programme de Hambourg               | Programme actuel du SPD                              |

La collaboration avec les groupes religieux et les intellectuels issus du monde bourgeois dans le cadre de la lutte contre l'atome permet au parti de gagner de l'expérience hors de sa base électorale traditionnelle et lui permet de faire des progrès dans sa mue vers un parti populaire. Les projets de nouveau programme, évoqué dès l'assemblée générale du parti en 1958, n'apparaît donc pas subitement. Le plan d'action de Dortmund l'avait d'ailleurs déjà préfiguré. Willi Eichler et Waldemar von Knoeringen, tous deux issus de petits partis durant la république de Weimar, exercent une grande influence sur le nouveau texte. Un autre programme beaucoup plus marxiste est aussi proposé par Wolfgang Abendroth. Le choix est fait lors de l'assemblée générale qui a lieu à Godesberg en novembre 1959 : le texte de la direction y est adopté par 324 voix contre 16. Le programme contient la revendication pour une zone sans arme atomique en Europe, mais reconnaît le besoin d'une armée de la défense. Contrairement à ce qui figurait dans l'ébauche, le passé marxiste du parti n'est pas inclus dans le programme final. Dans ce dernier, la tradition socialiste trouverait ses racines dans l'éthique chrétienne, l'humanisme et la philosophie classique. Les valeurs fondamentales revendiquées par le parti sont la liberté, l'égalité et la solidarité. Sur le plan économique, la solution intermédiaire entre socialisation et économie de marché formulée à Dortmund est reprise. Le parti parle de « politique d'ordre, ».
Dans les années suivantes, les prises de position en matière de politique étrangère du parti évoluent. Le conseiller diplomatique de Willy Brandt : Egon Bahr justifie cette évolution par le fait que le statu quo entre est et ouest semble de plus en plus enraciné. Autrement dit, l'Allemagne de l'ouest doit apprendre à vivre avec le mur de Berlin. Dans ce contexte, l'objectif raisonnable ne peut être que de le rendre plus poreux. Bahr lance la formule « Le changement par le rapprochement ». Le décret de passage de 1963 qui réglemente la traversée du mur à Berlin est une première étape dans ce sens. Lors des élections de 1965 les changements politiques opérés par le parti ne sont pas récompensés. Le SPD obtient certes le meilleur résultat de son histoire avec 39,3 % des suffrages, toutefois la CDU/CSU maintenant menée par le chancelier Ludwig Erhard avec 47 % réaffirme sa domination politique.

### Transition vers un parti populaire
La stratégie du SPD après Godesberg est clairement de se rapprocher des autres partis et de se désidéologiser. Ainsi en 1960, le parti se sépare de la fédération étudiante socialiste allemande (SDS), qui devient donc autonome. En outre cette stratégie si elle augmente considérablement les chances du parti aux élections, ne lui aliène pas les intellectuels, qui y voient un moyen d'avoir une meilleure représentation médiatique de leurs idées. Par exemple Martin Walser, Hans Werner Richter et surtout Günter Grass affirment leur soutien au SPD après les élections de 1961. Ce dernier rassemble de nombreux intellectuels pour soutenir le parti en 1968. L'intégration de certains opposants connus est également remarquable. En parallèle, l'aile gauche du parti, parmi laquelle Peter von Oertzen, bénéficie encore de liberté dans celui-ci.

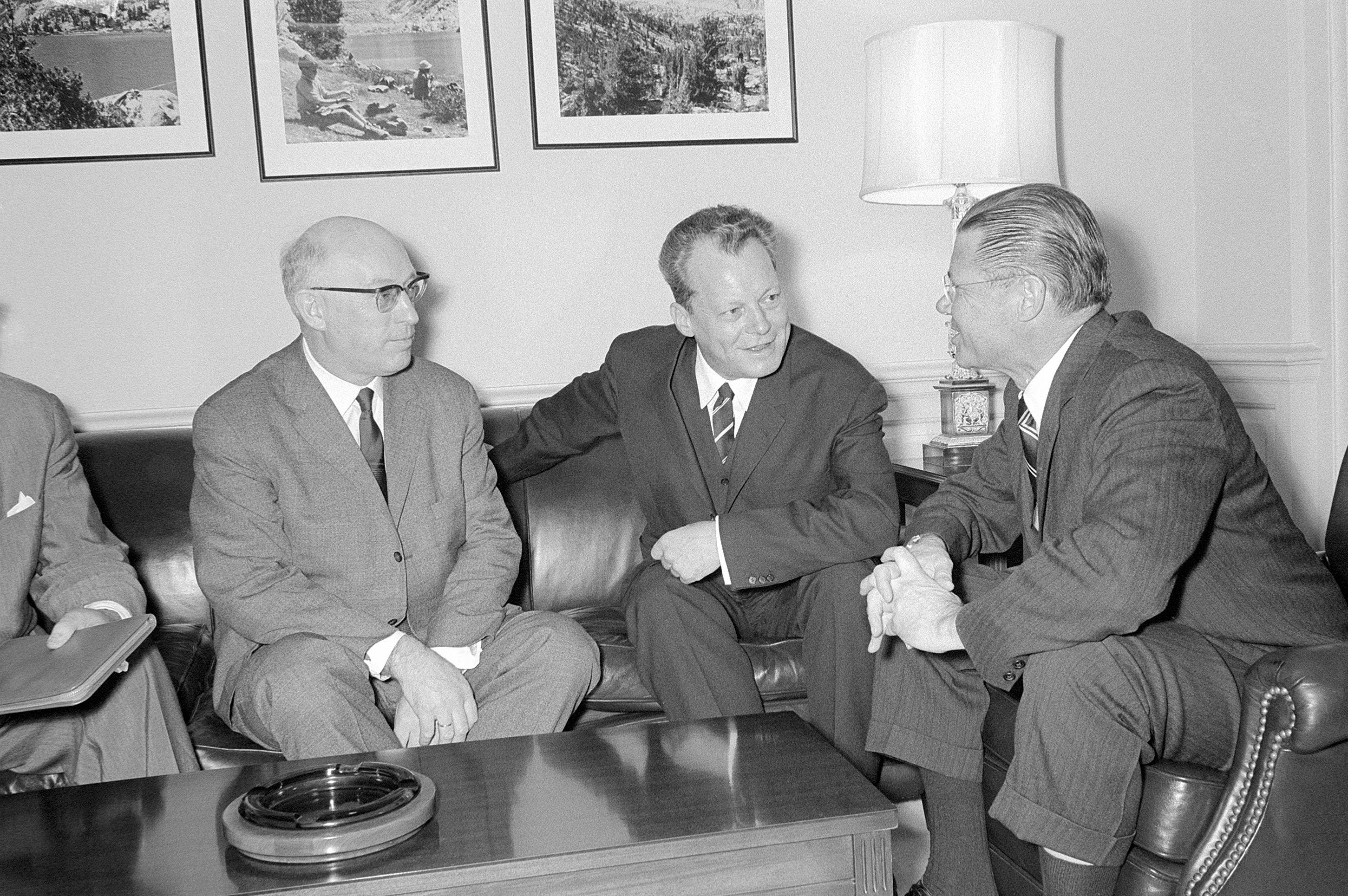
Ministre de la défense américaine Robert McNamara (à droite) en discussion avec le chef du groupe parlementaire SPD Fritz Erler (à gauche) et Willy Brandt (SPD) alors bourgmestre-gouverneur de Berlin-ouest le 13 avril 1965 à Arlington

Le programme de Godesberg est un pas important vers le parti populaire. Le fait que le parti reste fort sur le plan local et se présente comme une alternative au couple CDU/CSU l'est au moins tout autant. Ainsi à partir de 1946 le parti progresse en Hesse, aussi bien dans les grandes villes que dans les campagnes. Georg August Zinn joue un grand rôle dans cette ascension. Hinrich Wilhelm Kopf joue un rôle semblable en Basse-Saxe. En Bavière par contre, le SPD ne parvient pas à lutter contre la CSU qui est très proche de ses électeurs. En Rhénanie du Nord-Westphalie, le parti gagne à l'inverse en puissance après 1945. Le transfert de voix du KPD vers le SPD à la fin des années 1950 renforce cette tendance. L'intrication avec les syndicats a également une grande importance. Dans un premier temps, les sociaux-démocrates s'implantent ainsi au niveau communal, ses représentants peuvent s'y présenter comme les défenseurs des faibles. Par la suite, des hommes politiques comme Heinz Kühn ou Johannes Rau parviennent à incarner les salariés
. La meilleure pénétration du milieu catholique, causée par l'échec de la CDU à faire face à la crise dans la sidérurgie, est également décisive. En conséquence, le SPD récolte en 1966 pas moins de 49,5 % des voix en Rhénanie du Nord-Westphalie, la Ruhr devient un bastion social-démocrate.

### Première grande coalition 1966–1969

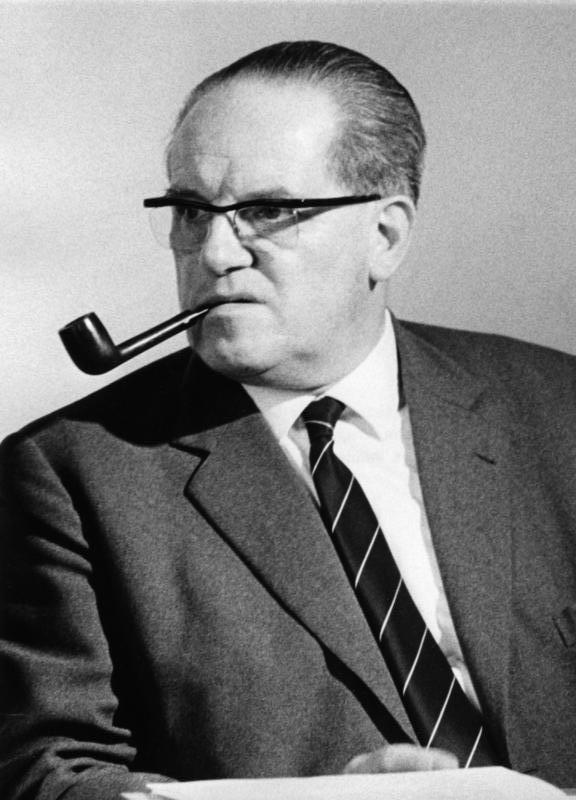
Herbert Wehner en 1966.

Après les élections législatives de 1965 la CDU/CSU forme tout d'abord une coalition avec le FDP. Celle-ci vole toutefois en éclats, quand le 27 octobre 1966, les 4 ministres libéraux démissionnent à cause de dissensions sur la politique économique. Kurt Georg Kiesinger, qui remplace Ludwig Erhard au poste de chancelier, forme une grande coalition avec le SPD donc après les échecs des négociations avec le FDP. Une alliance SPD-FDP semble alors exclue, le cours des libéraux étant alors considéré comme trop à droite. Cette coalition soulève de vives critiques dans le parti. Dans le nouveau cabinet le SPD a des postes clés : Willy Brandt est ministre des affaires étrangères, Gustav Heinemann ministre de la justice et Karl Schiller ministre de l'économie. Le fait que ce dernier prône le keynésianisme et en son nom une intervention forte de l'État dans l'économie, ainsi que les actions concertées entre syndicats et patronat permettent au parti de gagner de nombreux électeurs de la classe moyenne. Herbert Wehner, ministre de la question allemande (comprendre réunification), est également le véritable concepteur de la grande coalition côté SPD.
| Président du groupe parlementaire SPD au Bundestag | Président du groupe parlementaire SPD au Bundestag |
| -------------------------------------------------- | -------------------------------------------------- |
| 1949–1952                                          | Kurt Schumacher                                    |
| 1952–1963                                          | Erich Ollenhauer                                   |
| 1964–1967                                          | Fritz Erler                                        |
| 1967–1969                                          | Helmut Schmidt                                     |
| 1969–1983                                          | Herbert Wehner                                     |
| 1983–1991                                          | Hans-Jochen Vogel                                  |
| 1991–1994                                          | Hans-Ulrich Klose                                  |
| 1994–1998                                          | Rudolf Scharping                                   |
| 1998–2002                                          | Peter Struck                                       |
| 2002                                               | Ludwig Stiegler                                    |
| 2002–2005                                          | Franz Müntefering                                  |
| 2005–2009                                          | Peter Struck                                       |
| depuis 2009                                        | Frank-Walter Steinmeier                            |

La récession conduit à un taux de chômage de 2 % de la population selon l'Agence pour l'emploi allemande. Les hommes politiques de la grande coalition, qui ont connu la fin de la république de Weimar, prennent cela très au sérieux et tentent immédiatement d'enrayer le phénomène. Les lois d'action sur la conjecture de 1967 et celle sur l'état d'urgence de mai 1968 doivent permettre d'assurer au pays une stabilité à la fois économique et politique. Par ailleurs, dans de nombreux domaines, comme les transports ou l'éducation, la pensée technocratique gagne du terrain.
Alors qu'une grande partie de la population attend du gouvernement de coalition une solution pour sortir de la crise, une autre se tourne vers les extrêmes. À droite, le parti radical est le NPD, qui parvient à entrer dans sept parlements régionaux pendant la période de la grande coalition.
À gauche, la participation du SPD au gouvernement laisse un vide. Le SDS forme alors avec d'autres une opposition extra-parlementaire à la fois radicale-démocrate et socialiste. En 1967 et 1968 en particulier, alors que des mouvements sociaux éclatent partout dans le monde, les manifestations étudiantes contre la loi sur l'état d'urgence se transforment en cortèges contre le gouvernement en place. La plupart des intellectuels du pays se joignent à ces revendications, par exemple Theodor W. Adorno et Heinrich Böll s'inquiètent de la puissance de la grande coalition et de ces lois sur l'état d'urgence. Un véritable parti à gauche du SPD ne se forme toutefois pas. Cette opposition se disloque en de nombreux petits partis poursuivant pour la plupart des objectifs anti-autorité et idéalistes.
Au sein du SPD aussi la grogne monte. Ainsi lors du congrès des jeunes sociaux-démocrates de 1967, ceux-ci décident de ne plus suivre à la lettre la ligne du parti. Lors de l'assemblée générale du parti 173 délégués votent pour la poursuite de la participation au gouvernement, mais 129 s'y montrent opposés.
La direction du SPD parvient par la suite à se libérer du carcan de la grande coalition. Les élections présidentielles de 1969 sont l'occasion de démontrer que d'autres systèmes d'alliance sont possibles. En effet, le SDP s'y ligue au FDP pour élire Gustav Heinemann.

### Gouvernement Brandt à partir de 1969 – Espoirs de réformes et nouvelle politique orientale

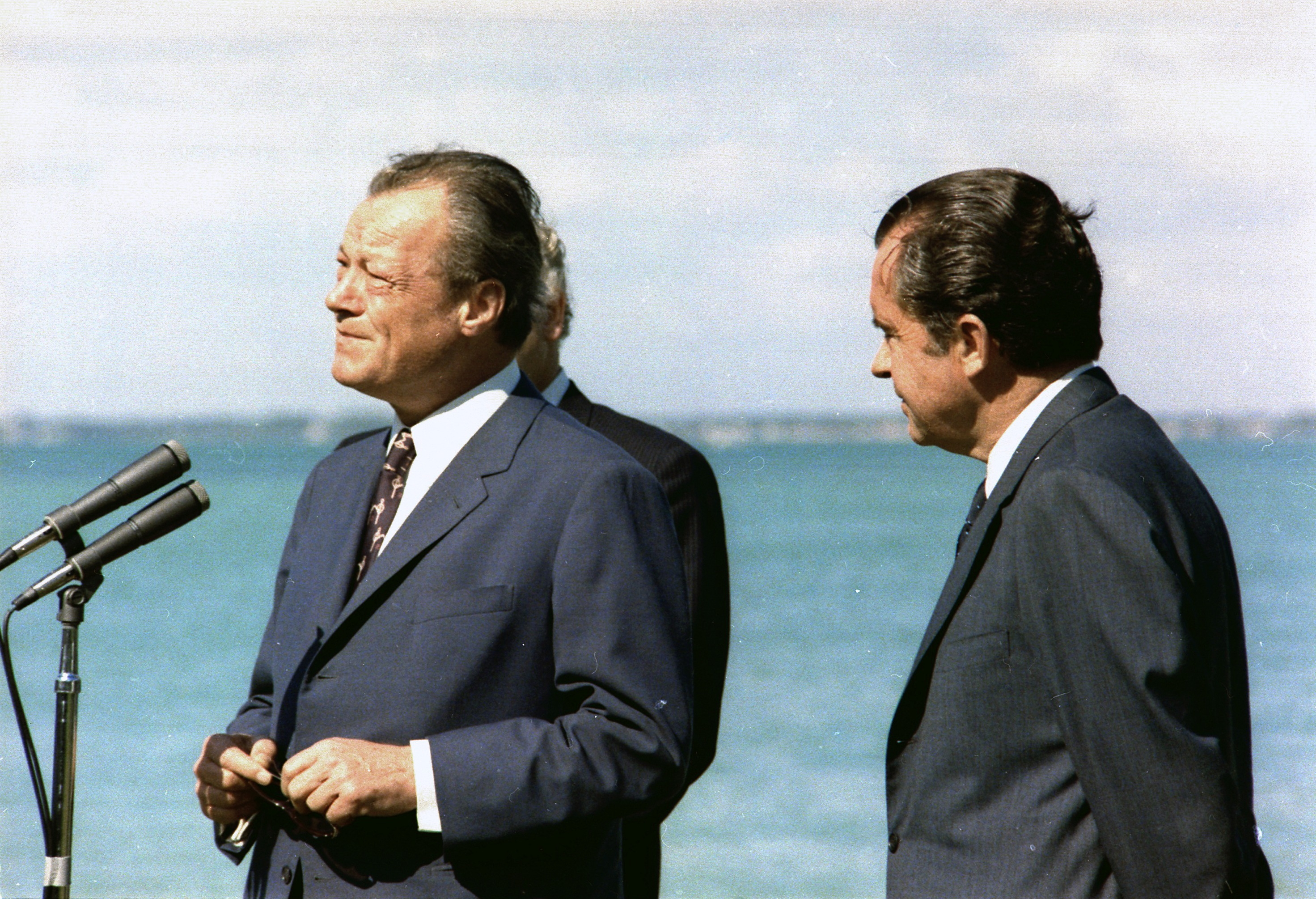
Willy Brandt (au gauche) avec le président américain Richard Nixon

Lors de la campagne pour les élections législatives de 1969 le SPD poursuit une stratégie double. D'un côté Karl Schiller tente de séduire les électeurs des classes moyennes grâce à une politique économique orientée vers la croissance, de l'autre Willy Brandt se charge des jeunes électeurs en voulant s'attaquer au système en place. Le slogan « nous créons une Allemagne moderne » permet au SPD d'obtenir 42,7 % des voix, tandis que la CDU/CSU en récolte 46,1 % et n'a donc pas la majorité absolue contrairement à ce que l'union espérait. Certains de ses électeurs se sont en effet tournés vers le NPD qui rassemble 4,3 % des voix. Le SPD forme une coalition avec le FDP afin de remporter l'élection, ce qui fait de Willy Brandt le premier chancelier fédéral social-démocrate d'Allemagne. Les accords prévoient que les ministères des affaires étrangères et de l'intérieur sont attribués au FDP, respectivement à Walter Scheel et Hans-Dietrich Genscher. Sur le plan intérieur, Willy Brandt annonce des réformes politiques importantes : « nous voulons oser plus de démocratie ». Côté affaires étrangères, l'ancrage de l'Allemagne dans le bloc de l'ouest n'est pas remis en cause, toutefois une politique orientale active est mise en place afin de se réconcilier avec l'Allemagne de l'est. Les accords orientaux, c'est-à-dire le traité de Moscou suivi du traité de Varsovie, reconnaissent les frontières entre les deux pays malgré l'opposition de la CDU/CSU et de groupes d'intérêt. La visite de Willy Brandt en Pologne est marquée par son agenouillement hautement symbolique devant le monument commémoratif du soulèvement du ghetto de Varsovie. En 1971, les accords quadripartites statuent sur le sort de Berlin. Si ces succès à l'extérieur sont conséquents, sur le plan intérieur le gouvernement Brandt ne fait que peu d'avancées. Des réformes dans l'éducation, quelques aménagements en matière de politique familiale, en particulier vis-à-vis des homosexuels, et dans le domaine judiciaire sont certes votés, toutefois le FDP empêche tout progrès vers plus de redistribution. Par ailleurs, le décret excluant les extrémistes de la fonction publique de janvier 1972, qui marque une rupture stricte entre le SPD et l'extrême gauche, est mal vécu par les jeunes.
Les critiques sur la politique orientale mènent certains députés à rejoindre les rangs de la CDU/CSU. La coalition perd alors sa majorité. Le 27 avril 1972 un vote de motion de censure est effectué contre le gouvernement en place. De manière étonnante, ce vote échoue, le candidat de l'opposition Rainer Barzel n'accède pas à la chancellerie. On sait de nos jours, que deux députés CDU/CSU ont été en fait corrompus par les services secrets est-allemands. La même année de nouvelles élections ont lieu, le SPD y obtient le plus haut score de son histoire, devenant par la même occasion la première force politique au Bundestag, grâce à un programme promettant des réformes politiques. La coalition avec le FDP est renouvelée.
Ce second gouvernement Brandt, pas plus que le premier, ne parvient à mettre en place les réformes promises faute d'appui politique. Cette ligne s'exprime dès la formation du gouvernement qui contient surtout des membres de l'aile droite du parti comme Schmidt ou Wehner, alors que d'autres comme Ehmke et Ahlers ne sont pas reconduits. Les forces conservatrices sont également dominantes côté FDP. Le consensus interne au SPD de mise pendant la campagne fait place aux débats internes. En outre, le premier choc pétrolier et la grève provoquée par la ÖTV, qui est considérée par la presse comme une preuve de la perte d'autorité du gouvernement, viennent aggraver la situation début 1974. L'affaire d'espionnage Guillaume donne le coup de grâce à Brandt. Il conserve certes la présidence du parti, mais Helmut Schmidt prend la place de chancelier.

### Structure du parti: la fin du parti ouvrier
Dans les années 1960 et au début des années 1970, le parti a le vent en poupe, non seulement dans les urnes mais aussi au niveau de son nombre d'adhérents. Ainsi entre 1969 et 1974, il gagne 40 000 membres, lui permettant dans la décennie de passer la barre du million. Les nouveaux encartés sont pour la plupart jeunes. En 1978, quand les études sur la composition du parti deviennent systématiques, un tiers des membres ont entre 16 et 24 ans. Par ailleurs, la croissance économique ainsi que l'attractivité qu'a gagné le parti auprès des classes moyennes changent radicalement le profil social du militant type. En 1952, la part des ouvriers parmi les adhérents est de 45 %, en 1978 elle n'est plus que de 27,4 %. La part des salariés monte par contre de 17 à 23,4 %, celle des fonctionnaires de 5 à 9,4 %. En 1977, 21,65 % des membres sont des femmes. La composition de la direction évoluent encore plus rapidement que celle du parti. À la fin des années 1970, les responsables du parti sont à moins de 10 % des ouvriers, et entre 50 et 75 % issus de la fonction publique. La structure du parti se transforme en conséquence. Les Jusos sont largement autonomes. Les femmes se réunissent à partir de 1972 dans la coopérative des femmes sociales-démocrates (ASF). En 1973, la création de la coopérative pour les questions des salariés (AfA) est révélatrice de l'évolution du parti. Elle réunit en effet l'ancienne base électorale du parti qui devient isolée au sein de celui-ci. Sa formation permet d'isoler l'aile gauche et donc de renforcer l'aile droite. Willy Brand, à la présidence jusqu'en 1987, ne lutte pas contre cette hétérogénéité dans le parti et joue le rôle de modérateur entre les différents courants. Helmut Schmidt et Herbert Wehner critiquent ce style de direction, lui reprochant de mettre en péril la capacité de décision et provoquant une érosion de l'intérieur du parti. Karsten Rudolph considère au contraire que Brandt est un président de l'équilibre, capable de prendre des décisions claires au besoin. Il sert également d'élément fédérateur des différents courants jusqu'au milieu des années 1980.

### Helmut Schmidt 1974–1982: une politique pragmatique

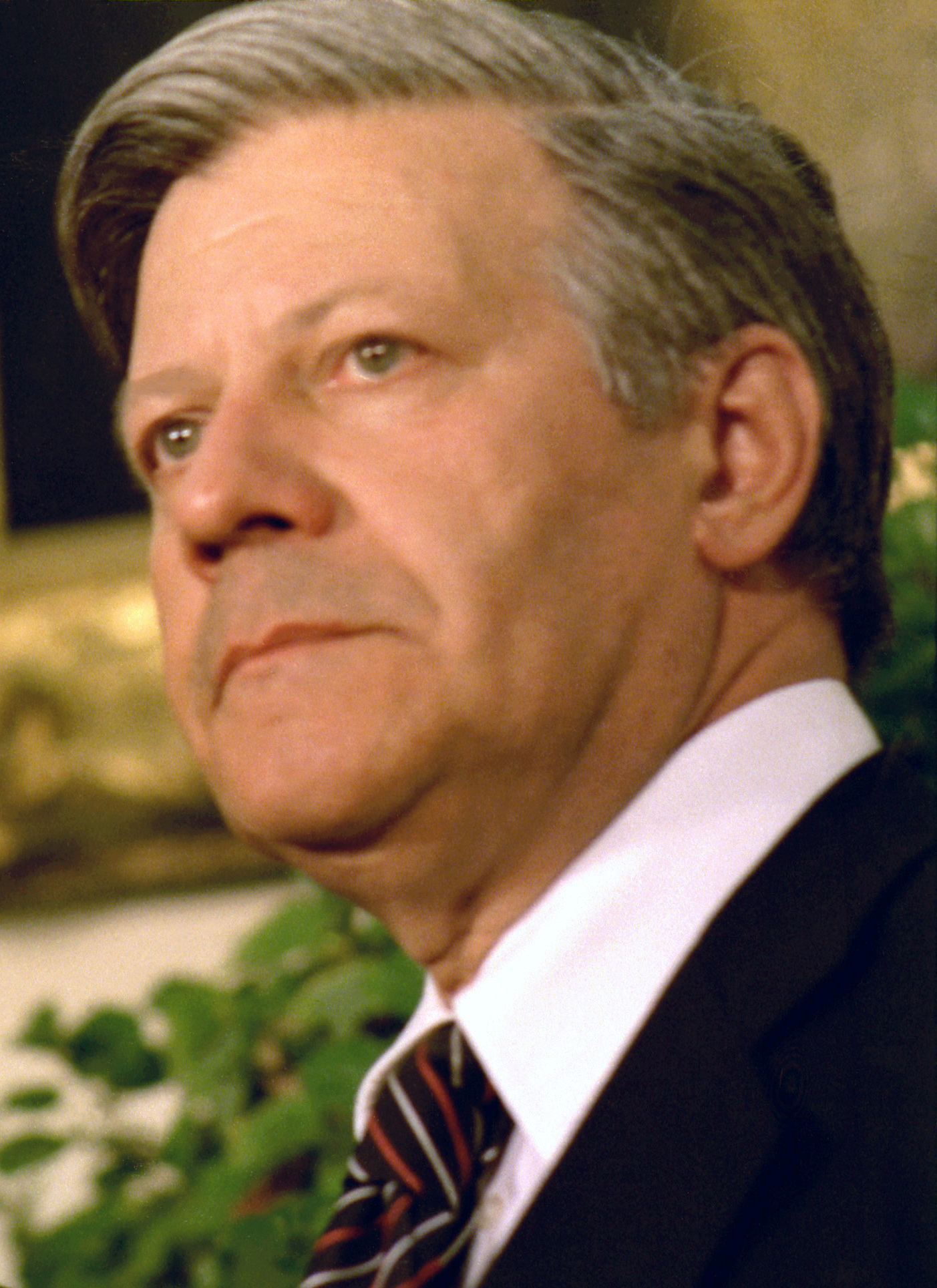
Helmut Schmidt

Au niveau international, Schmidt poursuit la politique de détente vis-à-vis des pays signataires du pacte de Varsovie, tout en se rapprochant des États-Unis. En 1975, avec Valéry Giscard d’Estaing, il prend l'initiative d'organiser un premier sommet du G6 pour discuter du choc pétrolier.
Au sein du parti le débat idéologique est à son sommet. Les différents courants du parti débattent âprement de la manière de diriger le pays, le tout dans le cadre du nouveau quasi-programme politique « cadre d'orientation 85 » qui est le fruit d'un compromis entre l'aile gauche et l'aile droite. Il est globalement plus à gauche que celui de Godesberg. Il désigne l'État allemand comme un État de classe, il rappelle l'objectif de changement sociétal que doit poursuivre la social-démocratie, il réclame enfin plus d'intervention étatique dans l'économie. La présence du FDP dans la coalition politique empêche toutefois sa mise en place.
L'idéologisation est particulièrement forte chez les Jusos. Alors qu'ils pouvaient encore influencer la ligne du parti dans les années 1970, ils commencent à se séparer progressivement de celui-ci à la manière de l'APO. Les combats idéologiques de longue haleine isolent progressivement le mouvement des jeunes du reste du parti. Cela tarit la source de nouveaux membres du parti. Son nombre d'adhérents commence à stagner.
À partir des années 1970, l'opinion publique ouest-allemand devient plus à droite que par le passé. Hans Filbinger remporte les élections régionales du Bade-Wurtemberg avec la majorité absolue avec le slogan « liberté à la place du socialisme, ». En 1976, même si Helmut Schmidt passe pour plus compétent politiquement qu'Helmut Kohl, la CDU/CSU obtient plus de suffrages lors des élections avec 48,6 % des voix contre 42,6 % pour le SPD. La campagne social-démocrate a presque entièrement reposé sur la personnalité et le prestige de Schmidt en tant qu'homme d'État. Si le parti se maintient chez les fonctionnaires, il a perdu de nombreuses voix chez les ouvriers et commence à se faire concurrencer à gauche en particulier par les écologistes qui forment en 1980 leur parti.
Lors de la législature qui suit, la coalition sociale-libérale semble très affaiblie. La croissance économique atone rendant encore plus difficile les réformes internes. En 1977, l'automne allemand est marqué par les actions terroristes de la RAF et de groupes similaires. Le chancelier choisit la fermeté comme réponse. Les lois antiterroristes votées creusent le fossé croissant entre les intellectuels de gauche et le parti. Par ailleurs, les idées écologistes gagnent du terrain en son sein à partir de la fin des années 1970. Ainsi une proposition pour la sortie du nucléaire échoue de peu lors de l'assemblée générale du parti en 1979.
Lors des élections de 1980, Schmidt parvient à battre le candidat de la CDU/CSU Franz Josef Strauß. Vers la fin de sa gouvernance, Schmidt se voit reprocher son attitude dans la crise des euromissiles. En automne 1982, le FDP met fin à la coalition. En effet la crise et la montée du chômage font adopter un nouveau cours à la politique économique des libéraux, qui est matérialisé par le « Papier Lambsdorff » du 9 septembre 1982. Une motion de censure est par la suite adoptée, les élections de mars 1983 portent au pouvoir une nouvelle coalition CDU/CSU, FDP.

### Les années 1980: dans l'opposition

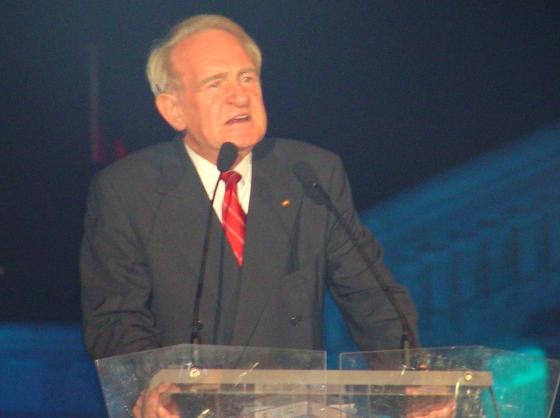
Johannes Rau est pendant 20 ans à la tête du Land de Rhénanie du Nord-Westphalie, candidat à la chancellerie, président du parti, puis de 1999 à 2004 président fédéral allemand (photo de 2002)

Après les élections de 1983, le parti passe 16 ans dans l'opposition. Cette longue traversée du désert est marquée par les discordes internes et les tentatives de modernisation du parti. Lors des élections de 1983, le candidat SPD Hans-Jochen Vogel n'obtient que 38,2 % des voix, le pire score depuis 1961. Les électeurs de la classe manière[à vérifier] se détournent du parti, convaincus de son incompétence en matière économique et de politique du travail. La publication d'un texte commun au SPD et au SED, puis l'arrêt du financement du parti à la centrale d'investigation de Salzgitter sont compris comme des signes d'abandon progressif de ses efforts en faveur de la réunification. Les élections de 1987 voit le candidat SPD Johannes Rau tomber à 37 %. Le succès croissant des verts explique une partie de ce nouveau revers, le fait que le parti semble faire campagne pour former une grande coalition en explique une autre. Cette année marque également un tournant pour le parti parce que Willy Brandt cède sa place de président à Hans-Jochen Vogel. Les nombreux changements à la tête du parti sont une caractéristique des années qui suivent. En effet, entre 1987 et 2007, le SPD a 9 présidents différents, alors que la CDU n'en a eu que 7 en 57 ans.
L'influence du parti reste cependant grande, voire croissante, dans les Länder. En Rhénanie du Nord-Westphalie, Johannes Rau peut gouverner sans coalition pendant 20 ans, tout comme Oskar Lafontaine dans la Sarre. Dans le Schleswig-Holstein, Björn Engholm obtient quant à lui deux fois la majorité absolue. Dans la Hesse par contre le parti doit s'allier aux verts en 1985 pour garder le pouvoir. Ce type de coalition se répand par la suite afin de permettre aux sociaux-démocrates de gagner certaines élections, comme en Basse-Saxe avec Gerhard Schröder, à Berlin puis de nouveau en Hesse. Au niveau communal cependant, le parti éprouve des difficultés à s'imposer ou à regagner ses positions.
Au sujet des thèmes de campagne, la paix, le droit des femmes et la politique écologique restent au premier plan. Dans ces domaines, la direction se voit opposer la résistance de l'aile ouvrière. Parmi les mesures prises, en 1988 un quota de femmes parmi les dirigeants du parti est établi. Le chômage et la pauvreté sont également des sujets importants au SPD.

### Réunification

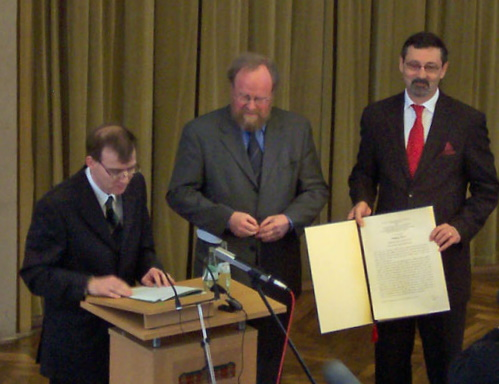
Wolfgang Thierse est un des hommes politiques SPD de la RDA les plus connus (ici en 2004)

En 1984, le SPD décide de se doter d'un nouveau programme politique, celui de Godesberg ne couvrant pas les nouveaux thèmes de campagne du parti. L' rédigée par Erhard Eppler en 1986 doit faire face à de nombreuses critiques. Sous la présidence d'Oskar Lafontaine, un nouveau texte est préparé. Il a pour fil conducteur la rénovation écologique de la société industrielle. À la différence du programme de Godesberg, Karl Marx et les origines marxistes sont évoqués. Le programme de Berlin est finalement voté en décembre 1989. La chute du mur et l'effondrement de l'Union soviétique font que le programme est en grande partie complètement dépassé par les événements.
Le 7 octobre 1989, Markus Meckel et Martin Gutzeit fondent le Parti social-démocrate de RDA à Schwante. Ils s'attaquent ainsi directement au parti unique qu'est le SED. Le jour choisi, le 40e anniversaire de la fondation de la RDA, est également un signe de provocation. Le parti est renommé SPD en RDA en janvier 1990, fin février un programme est voté. Parmi les mouvements d'opposition, le parti est le premier à reconnaître le plan en 10 points d'Helmut Kohl pour la réunification. Toutefois, l'espoir de retrouver leur bastion d'avant guerre ne se réalise pas. Lors des élections du 18 mars 1990, ils récoltent 21,7 % des voix, soit moins que ce que laissaient espérer les pronostics. La faible base électorale est un problème. Afin de pas se faire devancer par d'autres partis de l'est, le SPD de RDA fusionne le 26 septembre 1990 avec le SPD de RFA.

### Problèmes structurels et renouveau
Alors que le SPD expose encore ses divisions lors de l'unification, Helmut Kohl profite de son statut de « chancelier de l'unité » pour augmenter sa popularité. Dans ce contexte, les élections de 1990 donnent une large victoire à ce dernier face à Oskar Lafontaine. En effet, alors que Willy Brandt et Johannes Rau s'expriment en faveur d'une réunification rapide, Lafontaire se montre hésitant, préférant une unification dans le cadre d'une nouvelle organisation concernant l'Europe entière. Son refus de réaliser immédiatement l'union monétaire, ainsi que ses pronostics pessimistes quant à la situation économique à venir avec notamment l'évocation de hausses d'impôts ne trouvent pas d'écho chez les électeurs. Cette attitude sceptique vis-à-vis du nouvel État-nation le met clairement à la marge de la base du parti constituée surtout de jeunes. Il sous-estime en outre l'influence qu'ont ces derniers sur l'ensemble de la société,.
Cette nouvelle défaite accentue encore les difficultés internes : alors qu'entre 1976 et 1987, le parti perd environ 1 % de ses membres chaque année, soit environ 10 000, entre 1990 et 1993, ce sont en moyenne 27 000 militants, soit 3 %, qui désertent les rangs du parti annuellement. En conséquence, l'écart entre le nombre de membres du SPD et de celui de l'Union devient toujours plus faible. Les courants politiques se détachent de plus en plus les uns des autres, l'ensemble devient particulièrement incohérent. Peter Lösche et Franz Walter (de) décrivent alors la structure du SPD comme une « anarchie faiblement coordonnée,, ».
Björn Engholm, ministre-président de Schleswig-Holstein de longue date, qui entretemps était devenu candidat à la chancellerie et président du parti, est contraint à la démission à la suite de son implication dans l'affaire des tiroirs. Immédiatement après le président du parti est élu pour la première fois par les militants. Rudolf Scharping remporte largement l'élection devant Gerhard Schröder.
En 1994, lors des élections, Scharping forme avec Schröder et Lafontaire une Troika qui parvient certes à regagner du terrain auprès des électeurs, mais pas à vaincre Kohl renforcé par la récente embellie économique du pays. Le style de direction de Scharping ne semble pas offrir une perspective de victoire. Lors de l'assemblée générale de Mannheim du 15 novembre 1995, Oskar Lafontaire, après avoir su convaincre l'électorat par un discours magistral, retrouve le poste de président du parti. Il impose une nouvelle politique économique et sociale au parti.
En 1995, après une pause, la courbe du chômage reprend son ascension en Allemagne. Cela permet au SPD de remporter un certain nombre d'élections régionales et avec elles la majorité au Bundesrat. Les sociaux-démocrates menés par Lafontaire peuvent alors bloquer les réformes politiques voulues par la coalition CDU-FDP et gagner en influence politique. En 1998, le parti aborde donc les élections sous les meilleurs auspices.

### Le nouveau centre de Gerhard Schröder à partir de 1998

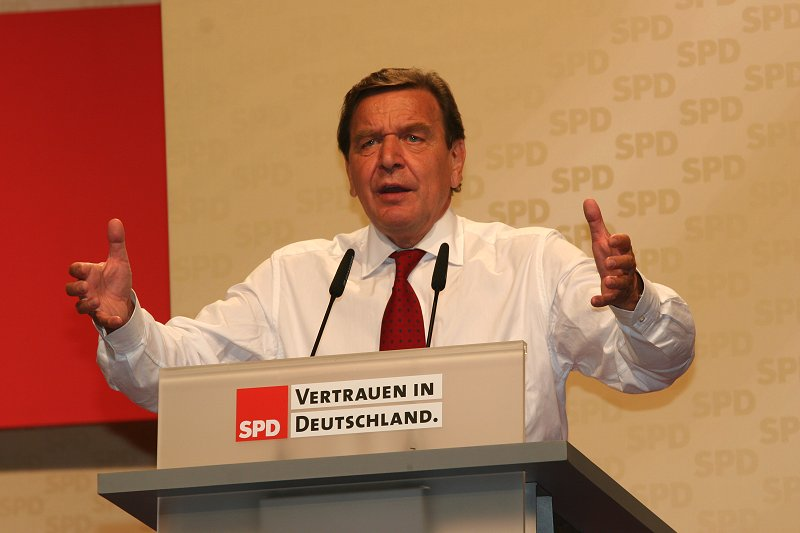
Gerhard Schröder lors d'un discours de campagne en 2005

En 1998, le SPD mené par Gerhard Schröder gagne les élections et forme une coalition avec les verts. La campagne électorale du parti, dite du nouveau centre, est axée sur la séduction des indécis. Les premières années au gouvernement sont marquées par deux réformes fiscales importantes : une écologique et une baisse importante de l'impôt sur le revenu. La sortie du nucléaire est également décidée. La participation de l'Allemagne en 1999 à la guerre du Kosovo est très controversée. Oskar Lafontaine, qui occupait à la fois le poste de ministre de finance et de président du parti, annonce subitement sa démission des deux postes à cause de ses divergences avec le chancelier. Par la suite, il critique l'intervention de l'OTAN au Kosovo. La même année, la décision est prise de déménager le siège du parti depuis l'Erich-Ollenhauer-Haus de Bonn vers la Willy-Brandt-Haus de Berlin.
Aux élections de 2002, le chancelier Schröder parvient à conserver son poste de justesse face à Edmund Stoiber, le ministre-président de la Bavière et candidat de la CDU/CSU. Seul 1,2 point sépare le SPD de l'Union allié au FDP, ce n'est que grâce aux règles électorales allemandes que le parti parvient à garder le plus grand groupe parlementaire au Bundestag. Par la suite, le SPD perd à la fois les élections régionales, puis les élections européennes du 13 juin 2004 qui tournent à la débâcle avec seulement 21,5 % des suffrages, son pire score à une élection nationale depuis la création de l'Allemagne fédérale. Les électeurs traditionnels se sentent trahis par l'Agenda 2010 et ne se déplacent pas pour voter. Plus que jamais la politique du parti est critiquée par les autres partis mais aussi de l'intérieur. L'érosion du nombre de militants s'accélère encore.
Le 25 mai 2005, Oskar Lafontaine rend sa carte de membre et intègre dans la foulée l'Alternative électorale travail et justice sociale (WASG) qui vient de passer une alliance électorale avec le PDS, le successeur du SED est-allemand, pour les élections de l'automne. La WASG s'était formée déjà depuis quelques mois par scission du SPD. La défaite aux élections régionales en Rhénanie du Nord-Westphalie, bastion du parti, pousse le chancelier et la direction du SPD à appeler à des élections législatives anticipées. Un autre motif pour ces élections est le risque pour les sociaux-démocrates de laisser une majorité de 2 tiers à l'Union et au FDP en cas de nouvelle défaite aux élections régionales. Le parti fait campagne pour la poursuite des réformes et une reconduction de la coalition rouge-verte.

### Seconde grande coalition 2005–2009

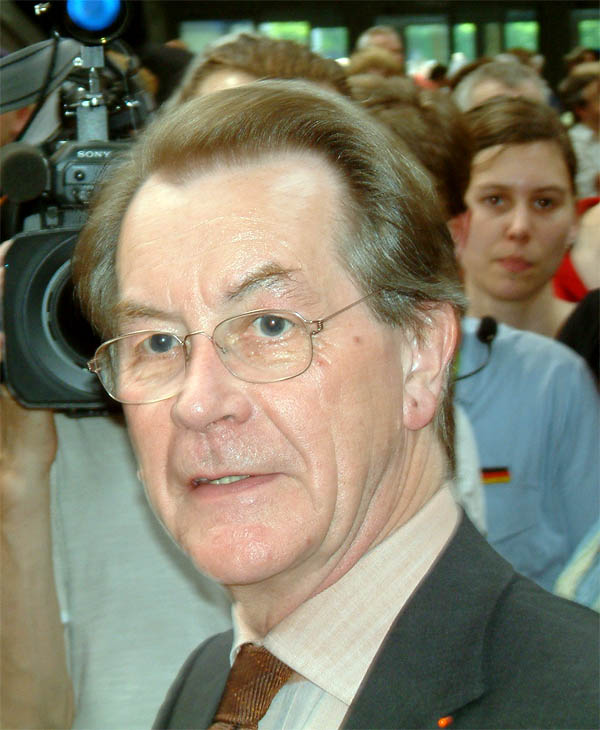
Franz Müntefering, président du SPD de 2004 à 2005 puis de 2008-2009 et vice-chancelier de 2005 à 2007.

Après que le SPD et la CDU/CSU sont au coude à coude lors des élections de 2005, ils décident après de longues tractations de former une nouvelle grande coalition dirigée par Angela Merkel (CDU). D'autres coalitions, à trois partis cette fois, sont également évoquées avant les élections : la coalition feu tricolore, c'est-à-dire SPD + verts + libéraux, ou la coalition jamaïcaine : CDU + verts + libéraux. Ce type d'alliance est cependant rapidement exclu après les votes. 8 membres du SPD entrent au gouvernement. Parmi eux Franz Müntefering est vice-chancelier et ministre du travail. Il démissionne en novembre 2007, laissant son poste de ministre du travail à Olaf Scholz et celui de vice-chancelier à Frank-Walter Steinmeier, déjà ministre des affaires étrangères.
Après les élections, en novembre 2005, la direction pense faire d'Andrea Nahles, un membre de l'aile gauche, le futur secrétaire général du parti contre l'avis de Müntefering qui soutient Kajo Wasserhövel. Müntefering démissionne alors de la présidence et est remplacé par le ministre-président du Brandebourg Matthias Platzeck. Le 10 avril 2006, il doit cependant démissionner à son tour pour raisons de santé. Kurt Beck, ministre-président de Rhénanie-Palatinat à la majorité absolue depuis peu, lui succède. Le 7 septembre 2008, alors qu'on décide à huis clos du choix du candidat à la chancellerie au Schwielowsee, les intrigues internes poussent Beck vers la sortie. Frank-Walter Steinmeier devient alors président provisoire du parti puis candidat à la chancellerie. Le 18 octobre 2008 c'est finalement Müntefering qui reprend le poste de président après une assemblée générale exceptionnelle.
Lors de la présence du SPD au gouvernement l'érosion du nombre de membres se poursuit. En juillet 2008, la CDU dépasse le SPD dans le domaine, alors qu'elle n'a aucun militant en Bavière.
Le résultat électoral correct aux élections de 2005 permet au parti d'interrompre une série de déroutes et d'affaiblissement du parti. En 2007, le PDS et la WASG fusionnent officiellement et forment Die Linke, qui tarie sérieusement le potentiel électoral du SPD à gauche. Par ailleurs, depuis, les sociaux-démocrates refusent fermement toute alliance au niveau national avec Die Linke, ce qui pose un problème croissant, ce dernier parti engrangeant un grand nombre de voix, aussi bien dans les anciens que dans les nouveaux Länder. En Sarre en particulier, fief de Lafontaine, avec 21,3 % des voix en 2009 le parti talonne le SPD avec ses 24,5 %.
Les élections de 2009 mettent fin à la grande coalition, qui est remplacée par une coalition Union-FDP toujours sous la conduite de Merkel. Le SPD obtient 23 % des voix lors des élections, soit -11 % par rapport à 2005 ou son pire score aux élections législatives en Allemagne fédérale. Cela confirme l'insatisfaction des électeurs traditionnels du parti qui critiquent sa politique jugée néolibérale, symbolisée par l'Agenda 2010 et la retraite à 67 ans. Les transferts de voix profitant surtout à Die Linke,.

### 2009 -: Dans l'opposition, puis grande coalition

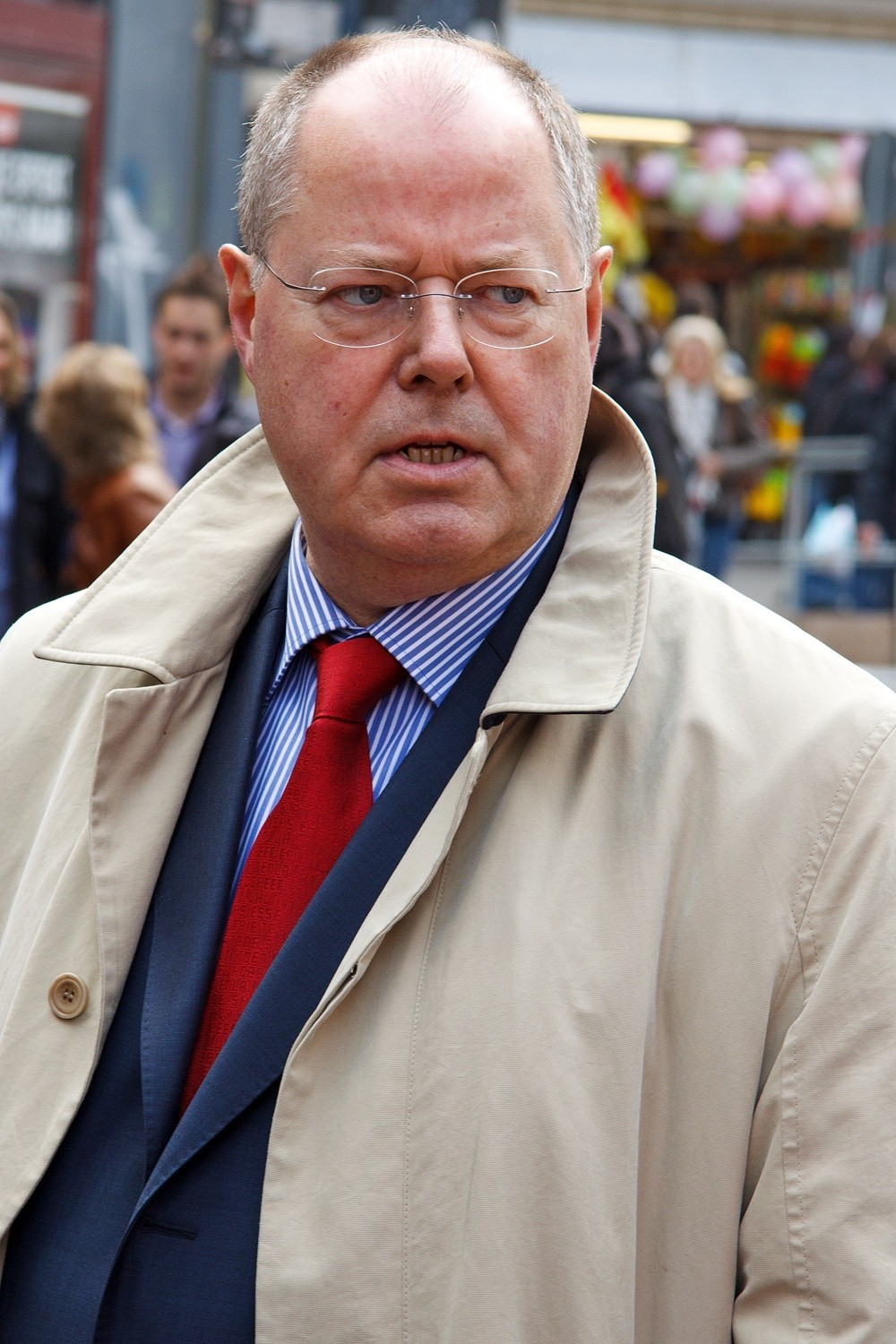
Peer Steinbrück, candidat à chancellerie du SPD en 2013.

À la suite des élections, Müntefering annonce sa démission. Lors de l'assemblée générale du parti en novembre 2009, l'ancien ministre de l'environnement Sigmar Gabriel est élu pour lui succéder. Le SPD remporte par la suite des élections régionales dans des Länder auparavant aux mains de la CDU : en Rhénanie du Nord-Westphalie, avec Hannelore Kraft, en Basse-Saxe, avec Stephan Weil, à Hambourg, avec Olaf Scholz, et dans le Schleswig-Holstein avec Torsten Albig. L'année 2011 est également marquée par l'arrivée au pouvoir dans le Bade-Wurtemberg de la coalition verte-rouge dans ce Land qui était aux mains de la CDU depuis 1953. Dans les autres Länder le parti maintient sa position à l'exception de la Rhénanie-Palatinat ou la majorité absolue est perdue obligeant le passage d'une alliance avec les verts.
En 2013, après de longues discussions, l'ancien ministre des finances Peer Steinbrück est choisi comme candidat à la chancellerie, alors qu'il était en concurrence avec Sigmar Gabriel et Frank-Walter Steinmeier. Officiellement, les Verts sont le partenaire d'alliance privilégié, Die Linke est par contre exclue, la grande coalition est également exclue. Finalement le parti n'obtient que 25,7 % des suffrages, ce qui est certes mieux qu'en 2009 mais reste très éloigné de ses ambitions. La campagne menée par Peer Steinbrück en particulier est jugée mauvaise par les analystes politiques.
Le SPD intègre toutefois une nouvelle grande-coalition. Il obtient 6 portefeuilles ministériels, Sigmar Gabriel devenant en particulier vice-chancelier et ministre de l'économie. Les accords avec la CDU prévoient notamment l'introduction d'un salaire minimum et la facilité d'obtention de la double-nationalité pour les enfants turcs nés en Allemagne.

## Présidents des différents partis sociaux-démocrates
| Nom | Durée de la fonction                        | Remarques |
| Allgemeiner Deutscher Arbeiterverein (ADAV) | Allgemeiner Deutscher Arbeiterverein (ADAV) | Allgemeiner Deutscher Arbeiterverein (ADAV) |
| --- | ------------------------------------------- | --- |
| Ferdinand Lassalle | 23 mai 1863 – 31 août 1864                  | |
| Otto Dammer | 1er septembre 1864 – 2 novembre 1864        | Président par intérim |
| Bernhard Becker | 2 novembre 1864 – 21 novembre 1865          | |
| Friedrich Wilhelm Fritzsche | 21 – 30 novembre 1865                       | |
| Hugo Hillmann | 30 novembre – 31 décembre 1865              | |
| Carl Wilhelm Tölcke | 1er janvier – 18 juin 1866                  | |
| August Perl | 18 juin 1866 – 19 mai 1867                  | |
| Johann Baptist von Schweitzer | 20 mai 1867 – 30 juin 1871                  | |
| Wilhelm Hasenclever | 1er juillet 1871 – 25 mai 1875              | |
| Lassallescher Allgemeiner Deutscher Arbeiterverein (LADAV)                                                                                                   |                                             | |
| Friedrich Wilhelm Emil Försterling | 16 juin 1867 – 1868                         | |
| Fritz Mende | 5 juillet 1868 – 1873                       | |
| Sozialdemokratische Arbeiterpartei (SDAP) |                                             | |
| Leonhard von Bonhorst (secrétaire) Wilhelm Bracke (trésorier) Johann Heinrich Ehlers (1erprésident) Friedrich Neidel (Suppléant) Samuel Spier (2d président) | 1869–1870                                   | |
| Johann August Karl Kühn Samuel Spier | 1870–1871                                   | |
| G. A. Müller Theodor Külbel | 1871–1872                                   | |
| Eduard Prey Friedrich Lenz | 1872–1873                                   | |
| Rudolf Praast Theodor Külbel | 1873–1874                                   | |
| Paul Martienssen Ferdinand Fischer | 1874–1875                                   | |
| Sozialistische Arbeiterpartei Deutschlands (SAP) |                                             | |
| Wilhelm Hasenclever Georg Wilhelm Hartmann | 1875–1876                                   | |
| Wilhelm Liebknecht August Bebel Wilhelm Hasenclever Georg Wilhelm Hartmann                                                                                   | 1876–1878                                   | Comité central |
| Interdiction du parti par les lois antisocialistes 1878–1890                                                                                                 |                                             | |
| Sozialdemokratische Partei Deutschlands (SPD) |                                             | |
| Paul Singer Alwin Gerisch | 1890–1892                                   | |
| August Bebel Paul Singer | 1892–1911                                   | |
| August Bebel Hugo Haase | 1911–1913                                   | |
| Friedrich Ebert Hugo Haase | 1913–1916                                   | Haase quitte le parti en 1916 pour former l'USPD |
| Friedrich Ebert | 1916–1917                                   | |
| Friedrich Ebert Philipp Scheidemann | 1917–1919                                   | |
| Hermann Müller Otto Wels | 1919–1922                                   | |
| Hermann Müller Otto Wels Arthur Crispien | 1922–1928                                   | Crispien représente en septembre les membres de l'USPD qui viennent de retrouver le SPD                                                                                    |
| Otto Wels Arthur Crispien | 1928–1931                                   | |
| Otto Wels Arthur Crispien Hans Vogel | 1931–1933                                   | |
| Présidence en exil 1933–1945 |                                             | |
| Otto Wels Hans Vogel | 1933–1939                                   | |
| Hans Vogel | 1939–1945                                   | |
| Après guerre |                                             | |
| Otto Grotewohl | 1945–1946                                   | Président du comité central, revendique l'autorité sur le plan national, président du SPD dans la zone soviétique. Il opère la fusion SPD, KPD en 1946 pour former le SED. |
| Kurt Schumacher | 1945–1946                                   | Président du SPD en zone britannique, rejette les revendications de Grotewohl et mène la reformation du SPD à l'ouest.                                                     |
| Président du SPD en Allemagne de l'Ouest 1946–1990 |                                             | |
| Kurt Schumacher | 11 mai 1946 – 20. août 1952                 | |
| Erich Ollenhauer | 27 septembre 1952 – 14 décembre 1963        | |
| Willy Brandt | 16 février 1964 – 14 juin 1987              | |
| Hans-Jochen Vogel | 14 juin 1987 – 29 mai 1991                  | |
| Président du SDP/SPD en Allemagne de l'Est 1989–1990 |                                             | |
| Stephan Hilsberg | 7 octobre 1989 – 23. février 1990           | Premier porte-parole du nouveau SPD |
| Ibrahim Böhme | 23 février 1990 – 1er avril 1990            | Président du SPD en RDA |
| Markus Meckel | 8 avril 1990 – 9 juin 1990                  | Président par intérim |
| Wolfgang Thierse | 9 juin 1990 – 26 septembre 1990             | Unification du SPD le 27 septembre 1990 |
| Président du SPD depuis 1990 |                                             | |
| Hans-Jochen Vogel | 3 octobre 1990 – 29 mai 1991                | |
| Björn Engholm | 29 mai 1991 – 3 mai 1993                    | |
| Johannes Rau (provisoire) | 3 mai – 25 juin 1993                        | |
| Rudolf Scharping | 25 juin 1993 – 16 novembre 1995             | |
| Oskar Lafontaine | 16 novembre 1995 – 12 mars 1999             | |
| Gerhard Schröder | 12 mars 1999 – 21 mars 2004                 | |
| Franz Müntefering | 21 mars 2004 – 15 novembre 2005             | |
| Matthias Platzeck | 15 novembre 2005 – 10 avril 2006            | |
| Kurt Beck | 10 avril 2006 – 7 septembre 2008            | |
| Frank-Walter Steinmeier | 7 septembre 2008 – 18 octobre 2008          | |
| Franz Müntefering | 18 octobre 2008 – 13 novembre 2009          | |
| Sigmar Gabriel | depuis le 13 novembre 2009                  | |

## Présidents fédéraux sociaux-démocrates
| Numéro | Nom                          | Entrée en fonction | Fin des fonctions | Élection |
| ------ | ---------------------------- | ------------------ | ----------------- | -------- |
| 1      | Gustav Heinemann (1899–1976) | 1er juillet 1969   | 30 juin 1974      | 1969     |
| 2      | Johannes Rau (1931–2006)     | 1er juillet 1999   | 30 juin 2004      | 1999     |

## Citations
1. ↑  « Allgemeine Deutsche Arbeiterverbrüderung »
2. ↑  Deutsche Volksverein
3. ↑  Bund der Geächteten
4. ↑  « Allgemeiner Deutscher Arbeiterverein »
5. ↑  « Sozialdemokratische Arbeiterpartei »
6. ↑  « Verwandlung der Arbeitsmittel in Gemeingut der Gesellschaft »
7. ↑  « Einrichtung sozialistischer Produktivgenossenschaften »
8. ↑  « als reaktionäre Masse »
9. ↑  « Zerbrechen des ehernen Lohngesetzes »
10. ↑  « mit allen gesetzlichen Mitteln den freien Staat und die sozialistische Gesellschaft zu erstreben »
11. ↑  « gesetzlich ».
12. ↑  « Rote Feldpost »
13. ↑  « Die Sozialdemokratische Partei Deutschlands kämpft also nicht für neue Klassenprivilegien und Vorrechte, sondern für die Abschaffung der Klassenherrschaft und Klassen selbst und für gleiche Rechte und Pflichten aller ohne Unterschied des Geschlechts oder der Abstammung. Von diesen Anschauungen ausgehend bekämpft sie in der heutigen Gesellschaft nicht bloß die Ausbeutung und Unterdrückung der Lohnarbeiter, sondern jede Art von Ausbeutung und Unterdrückung, richte sie sich gegen eine Klasse, eine Partei, ein Geschlecht oder eine Rasse. »
14. ↑  « die Jungen »
15. ↑  « Verein unabhängiger Sozialisten »
16. ↑  « Dem guten Willen die offene Hand, dem Schlechten die Faust. »
17. ↑  « Ihr Einfluss würde ein viel größerer sein als er heute ist, wenn die Sozialdemokratie den Mut fände, sich von der Phraseologie zu emanzipieren, die tatsächlich überlebt ist, und das scheinen zu wollen, was sie heute in Wirklichkeit ist: eine demokratisch-sozialistische Reformpartei »
18. ↑  « Mein lieber Ede, das was du verlangst, so etwas sagt man nicht, so etwas tut man. »
19. ↑  « gerade wir gewerkschaftlich organisierten Arbeiter wünschen nicht, dass es zum so genannten Kladderadatsch kommt. (…) Wir wünschen den Zustand der ruhigen Entwicklung. »
20. ↑  « bisherige bewährte und siegesgekrönte auf dem Klassenkampf beruhende Taktik »
21. ↑  « Den Generalstreik, wie er von Anarchisten und Leuten ohne jegliche Erfahrung auf dem Gebiete des wirtschaftlichen Kampfes vertreten wird, hält der Kongress für indiskutabel; er warnt die Arbeiterschaft, sich durch die Aufnahme und Verbreitung solcher Ideen von der täglichen Kleinarbeit zur Stärkung der Arbeiterorganisationen abhalten zu lassen »
22. ↑  « Burgfrieden »
23. ↑  « Nicht für oder gegen den Krieg haben wir heute entschieden, sondern über die Frage, der für die Verteidigung des Landes notwendigen Mittel. »
24. ↑  « Wir lassen in der Stunde der Gefahr das Vaterland nicht im Stich. »
25. ↑  « Das Gebot der Stunde »
26. ↑  « Unabhängige Sozialdemokratische Partei Deutschlands »
27. ↑  « Das Alte und Morsche, die Monarchie ist zusammengebrochen. Es lebe das Neue, es lebe die deutsche Republik!“ Fast zeitgleich rief Karl Liebknecht die sozialistische Republik aus. »
28. ↑  « Einer muss den Bluthund machen »
29. ↑  « Novemberverbrecher »
30. ↑  « Sie betrachtet die demokratische Republik als die durch die geschichtliche Entwicklung unwiderruflich gegebene Staatsform, jeden Angriff auf sie als ein Attentat auf das Lebensrecht des Volkes. »
31. ↑  « Partei des arbeitenden Volkes in Stadt und Land »
32. ↑  « Die Umwandlung der kapitalistischen Produktion in sozialistische für und durch die Gesellschaft betriebene Produktion wird bewirken, daß die Entfaltung und Steigerung der Produktivkräfte zu einer Quelle der höchsten Wohlfahrt und allseitiger Vervollkommnung wird. Dann erst wird die Gesellschaft aus der Unterwerfung unter blinde Wirtschaftsmacht und aus allgemeiner Zerrissenheit zu freier Selbstverwaltung in harmonischer Solidarität emporsteigen. »
33. ↑  « Sozialfaschisten »
34. ↑  « Freiheit und Leben kann man uns nehmen, die Ehre nicht. (…) Wir deutschen Sozialdemokraten bekennen uns in dieser geschichtlichen Stunde feierlich zu den Grundsätzen der Menschlichkeit und der Gerechtigkeit, der Freiheit und des Sozialismus. Kein Ermächtigungsgesetz gibt Ihnen die Macht, Ideen die ewig und unzerstörbar sind, zu vernichten. (…) Das Sozialistengesetz hat die Sozialdemokratie nicht vernichtet. Auch aus neuen Verfolgungen kann die deutsche Sozialdemokratie neue Kraft schöpfen. Wir grüßen die Verfolgten und Bedrängten. Wir grüßen unsere Freunde im Reich. Ihre Standhaftigkeit und Treue verdienen Bewunderung. Ihr Bekennermut, ihre ungebrochene Zuversicht verbürgen eine hellere Zukunft »
35. ↑  « Wettbewerb so weit wie möglich, Planung so weit wie nötig »
36. ↑  « Ordnungspolitik »
37. ↑  « Wandel durch Annäherung »
38. ↑  « Wir schaffen das moderne Deutschland »
39. ↑  « Wir wollen mehr Demokratie wagen »
40. ↑  « Orientierungsrahmen 85 »
41. ↑  « Freiheit statt Sozialismus. »
42. ↑  « Lambsdorff-Papier »
43. ↑  « Irseer Entwurf »
44. ↑  « lose verkoppelte Anarchie »